# Cửa hàng tiện lợi

Bên trong một cửa hàng tiện lợi 7-Eleven của Nhật Bản

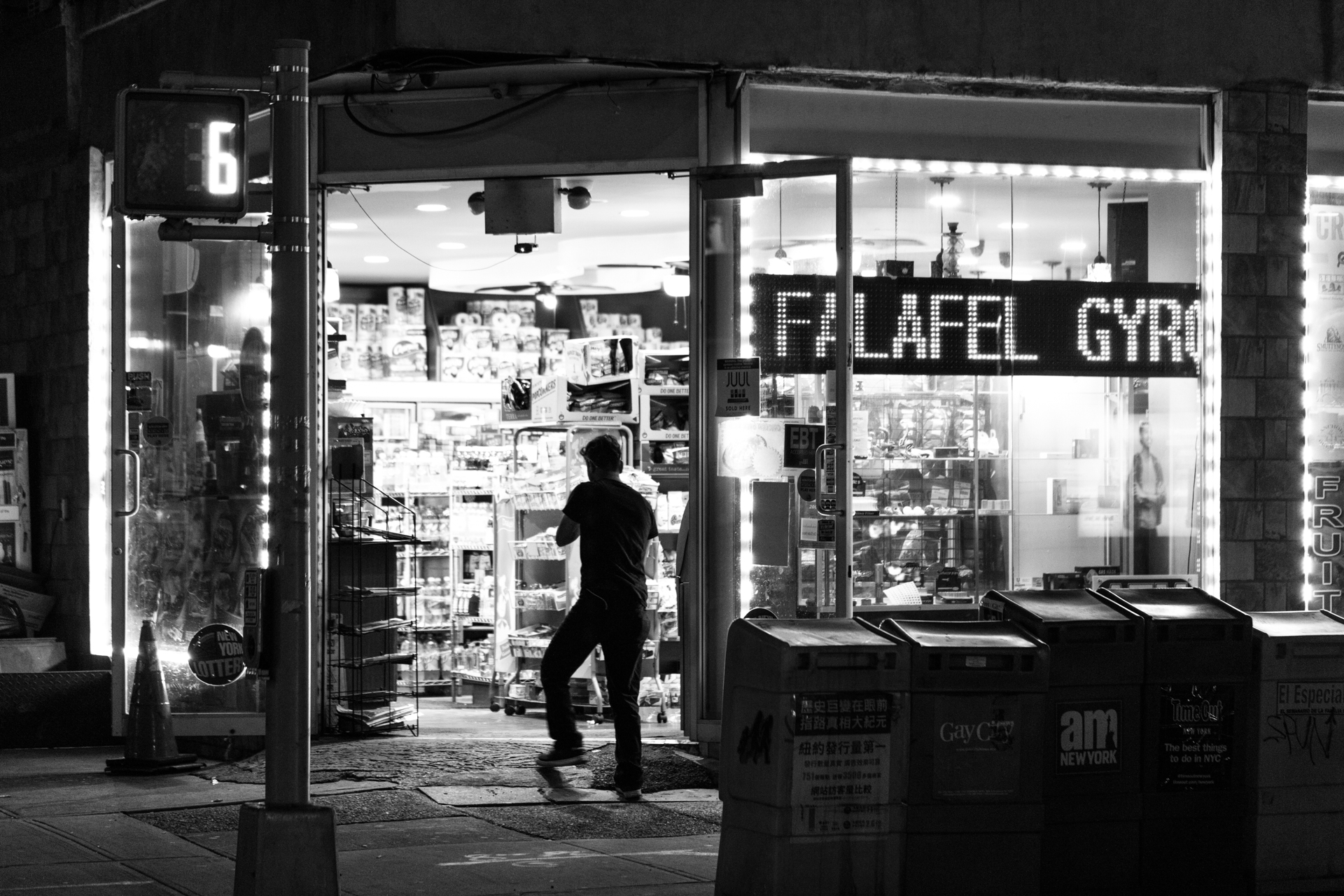
Một cửa hàng bodega tiêu biểu tại New York City

Cửa hàng tiện lợi hay Cửa hàng tiện ích là một cửa hàng bán lẻ nhỏ chứa nhiều mặt hàng hàng ngày như cà phê, thực phẩm, trái cây, rau củ, bánh kẹo, đồ ngọt, đồ uống không cồn, kem, thuốc lá, vé số, thuốc không cần toa, vật dụng cá nhân, báo và tạp chí. Trong một số khu vực, cửa hàng tiện lợi được cấp phép bán đồ uống có cồn, mặc dù nhiều khu vực hạn chế những loại đồ uống này chỉ cho những loại có hàm lượng cồn thấp, như bia và rượu vang. Các cửa hàng cũng có thể cung cấp dịch vụ chuyển tiền và chuyển khoản, cùng với việc sử dụng máy fax hoặc máy photocopy với một mức giá nhỏ cho mỗi bản sao. Một số cửa hàng cũng bán vé hoặc nạp thẻ thông minh, ví dụ như thẻ OPUS tại Montreal hoặc bao gồm một quầy deli nhỏ. Chúng khác biệt so với cửa hàng tổng hợp và cửa hàng làng vì chúng không nằm ở khu vực nông thôn và được sử dụng như một bổ sung tiện lợi cho các cửa hàng lớn hơn.
Một cửa hàng tiện lợi có thể là một phần của một trạm xăng, vì vậy khách hàng có thể mua hàng hóa trong khi đổ nhiên liệu cho xe của họ. Nó có thể nằm dọc theo một con đường bận rộn, trong khu vực đô thị, gần một ga tàu hoặc trạm vận chuyển khác. Ở một số quốc gia, cửa hàng tiện lợi có thời gian mở cửa dài và một số cửa hàng mở cửa 24 giờ.
Cửa hàng tiện lợi thường tính giá cao hơn đáng kể so với cửa hàng thực phẩm truyền thống hoặc siêu thị, vì họ mua số lượng hàng tồn kho nhỏ hơn với giá cao hơn từ các nhà phân phối. Khách hàng được hưởng lợi từ thời gian mở cửa lâu hơn, địa điểm tiện lợi và nhiều hơn, cùng với các hàng đợi thu ngân ngắn hơn.

## Thuật ngữ
Một cửa hàng tiện lợi còn có thể được gọi là cửa hàng lạnh, cửa hàng tiệc (Michigan), bodega (thành phố New York), carry out, mini-market, mini-mart, cửa hàng góc phố, deli hoặc milk bar (Úc), cửa hàng sữa dairy (New Zealand), superette (New Zealand, một số khu vực ở Canada và một số khu vực ở Hoa Kỳ), cửa hàng góc phố (nhiều nơi ở Canada nói tiếng Anh và New England), dépanneur hoặc dep (được sử dụng ở Canada, chủ yếu ở Quebec, cả trong tiếng Anh và tiếng Pháp. Đây là một từ vay từ tiếng Pháp 'troubleshooter').

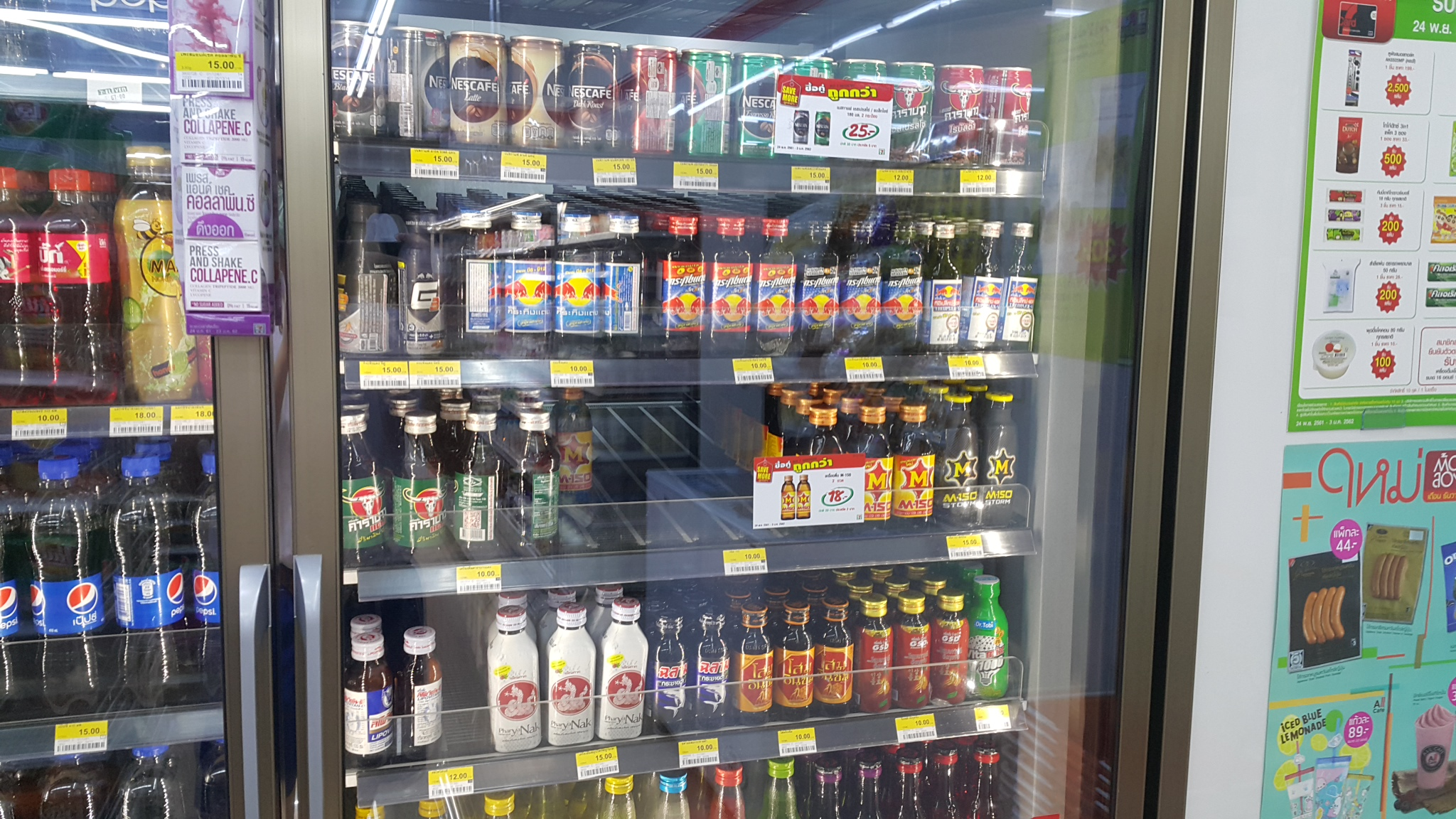
Danh sách đa dạng các loại nước giải khát được trưng bày tại một cửa hàng tiện lợi ở Bangkok, Thái Lan

## Sự khác biệt so với siêu thị

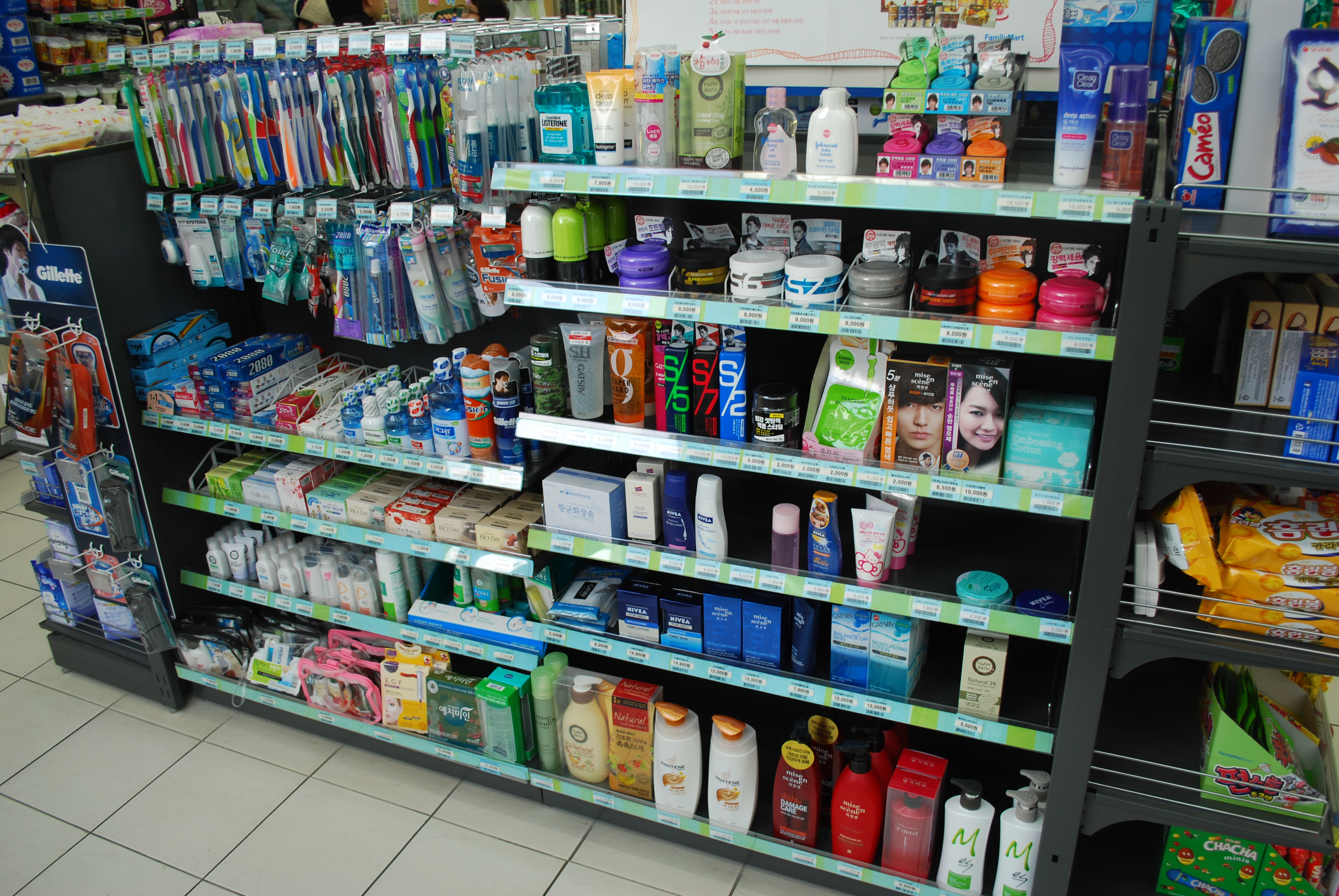
Sản phẩm chăm sóc cá nhân tại cửa hàng tiện lợi FamilyMart ở Hàn Quốc

Mặc dù có những cửa hàng tiện lợi lớn hơn và mới hơn với nhiều mặt hàng, sự lựa chọn vẫn hạn chế hơn so với siêu thị. Thường thì trong nhiều cửa hàng chỉ có một hoặc hai lựa chọn cho mỗi sản phẩm. Giá cả tại cửa hàng tiện lợi thường cao hơn so với siêu thị, cửa hàng bán hàng loạt hoặc cửa hàng cung cấp phụ tùng ô tô, vì cửa hàng tiện lợi đặt hàng số lượng nhỏ hơn với giá trên mỗi đơn vị cao hơn từ người cung cấp. Một số cửa hàng tiện lợi tương tự như cửa hàng chợ góc phố, nhưng thường ít sự đa dạng trong thực phẩm.
Hộp đựng sản phẩm tại cửa hàng tiện lợi thường nhỏ hơn để có thể đặt nhiều sản phẩm hơn trên kệ. Điều này giúp giảm sự chênh lệch giá giữa bao bì kích thước đầy đủ trong siêu thị. Việc giảm bao bì cũng giúp tránh lãng phí khi du khách như người ở khách sạn không muốn hoặc không thể mang theo sản phẩm thừa khi họ rời đi.
Trung bình, một cửa hàng tiện lợi ở Hoa Kỳ có diện tích bán hàng khoảng 2.768 foot vuông (257,2 m2). Các cửa hàng mới có diện tích bán hàng trung bình khoảng 2.800 foot vuông (260 m2), và diện tích không phục vụ bán hàng khoảng 1.900 foot vuông (180 m2), để tạo ra các điểm đến bổ sung trong cửa hàng - có thể là khu vực cà phê, khu vực thực phẩm với chỗ ngồi, hoặc các gian hàng dịch vụ tài chính. Các cửa hàng tiện lợi đã mở rộng các dịch vụ của mình trong vài năm qua, trở thành một phần siêu thị, nhà hàng, trạm xăng, và thậm chí cả ngân hàng hoặc cửa hàng thuốc.
Ở Hoa Kỳ, cửa hàng tiện lợi đôi khi là những doanh nghiệp duy nhất gần các lối ra của xa lộ liên bang, nơi tài xế có thể mua bất kỳ loại thức ăn hoặc đồ uống nào trong một khoảng cách dài. Hầu hết lợi nhuận từ những cửa hàng này đến từ bia, rượu và thuốc lá. Mặc dù ba loại này thường mang lại lợi nhuận thấp hơn cho mỗi món hàng, nhưng khối lượng bán hàng trong chúng thường bù đắp cho điều này. Lợi nhuận cho mỗi món hàng cao hơn đối với các mặt hàng trong quầy thực phẩm (túi đá, gà, v.v.), nhưng doanh số bán hàng thường thấp hơn. Ở một số quốc gia, cửa hàng tiện lợi có thời gian mua sắm kéo dài hơn, có những cửa hàng mở cửa 24 giờ.

## Theo từng quốc gia

### Úc
Hội Cửa hàng Tiện lợi Úc và Châu Đại Dương (AACS), tổ chức đại diện cho cửa hàng tiện lợi ở Úc, định nghĩa cửa hàng tiện lợi là một "doanh nghiệp bán lẻ với sự tập trung chính đặt vào việc cung cấp cho công chúng một vị trí tiện lợi để nhanh chóng mua các sản phẩm tiêu hao, chủ yếu là thực phẩm và đồ uống, cũng như các dịch vụ và xăng dầu." Danh mục sản phẩm bao gồm: thực phẩm mang đi, đồ uống, cà phê pha/dùng máy, đồ ăn vặt (bao gồm kẹo), thuốc lá, thực phẩm cơ bản, đá, xăng dầu và rửa xe. Các cửa hàng có thể cung cấp dịch vụ như máy ATM, "click & collect", trao đổi bình gas, chuyển tiền và vé xổ số. Điểm nổi bật của cửa hàng tiện lợi là thời gian hoạt động kéo dài. Nhiều cửa hàng mở cửa 24 giờ mỗi ngày, bảy ngày một tuần. Hầu hết các cửa hàng tiện lợi ở Úc là doanh nghiệp nhỏ, hoạt động hoặc độc lập hoặc dưới dạng hợp đồng nhượng quyền. Ngành công nghiệp này bao gồm hơn 6.000 cửa hàng và sử dụng hơn 40.000 người từ đầu năm 2018. Doanh số bán hàng của ngành kênh tiện lợi Úc đạt 8,4 tỷ đô la Úc (không bao gồm doanh số xăng dầu) theo Báo cáo Tình hình Ngành của AACS năm 2017. Úc có một ngành công nghiệp tiện lợi phát triển với nhiều thương hiệu tiện lợi nổi tiếng như: 7-Eleven, Ampol, NightOwl, Ezymart, BP, APCO, Coles Express, On The Run, Viva Energy, Freedom Fuels và Puma.

### Canada

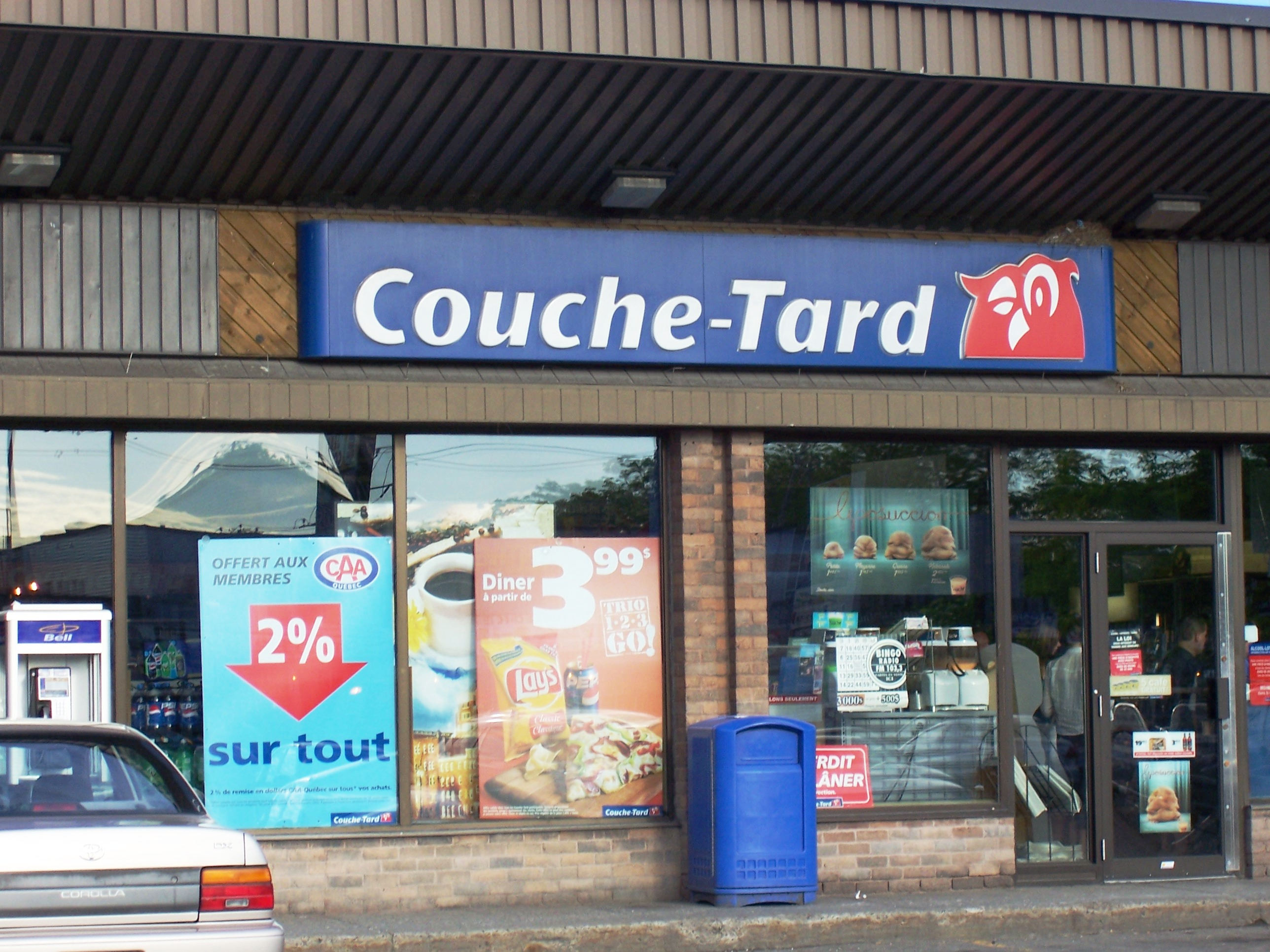
Lối vào cửa hàng tiện lợi Couche-Tard ở Montreal, Quebec

Alimentation Couche-Tard Inc., chủ sở hữu của các chuỗi Couche-Tard, Provi-Soir, Dépanneur 7, Circle K, Mac's, Winks và Becker's, là chuỗi cửa hàng tiện lợi lớn nhất ở Canada và nhận sản phẩm từ Core-Mark International, một công ty phân phối chuyên nghiệp hàng đầu Bắc Mỹ về thực phẩm tiện lợi tươi. Một chuỗi lớn khác là Quickie Mart (tên gọi trước ngày có cửa hàng hư cấu "Kwik-E-Mart" nổi tiếng trong phim The Simpsons). Nhà bán lẻ tiện lợi lớn nhất thế giới, 7-Eleven, có khoảng 500 cửa hàng tại Canada từ British Columbia đến Ontario. Trên toàn thế giới, số lượng cao nhất của loại đồ uống Slurpee của chuỗi này được bán ở Winnipeg, Manitoba và thành phố này đã được trao danh hiệu "Thủ đô Slurpee của Thế giới" trong nhiều năm liên tiếp. Quảng cáo mình là "hơn cả một cửa hàng tiện lợi", có hơn 260 cửa hàng Hasty Market trên khắp Ontario và một cửa hàng ở British Columbia.
Ngoài các chuỗi cửa hàng tiện lợi, ở Canada còn có nhiều cửa hàng tiện lợi do cá nhân sở hữu.
Ở một số vùng của Canada, cửa hàng tiện lợi còn được gọi là "cửa hàng góc phố", "cửa hàng mini-mart" hoặc "cửa hàng đa dạng". Ở tỉnh nói tiếng Pháp Quebec, cửa hàng tiện lợi được gọi là "dépanneur" hoặc "dep" khi nói tắt, ngay cả khi nói bằng tiếng Anh. "Dépanneur" dịch nôm na là 'người giải quyết vấn đề'.

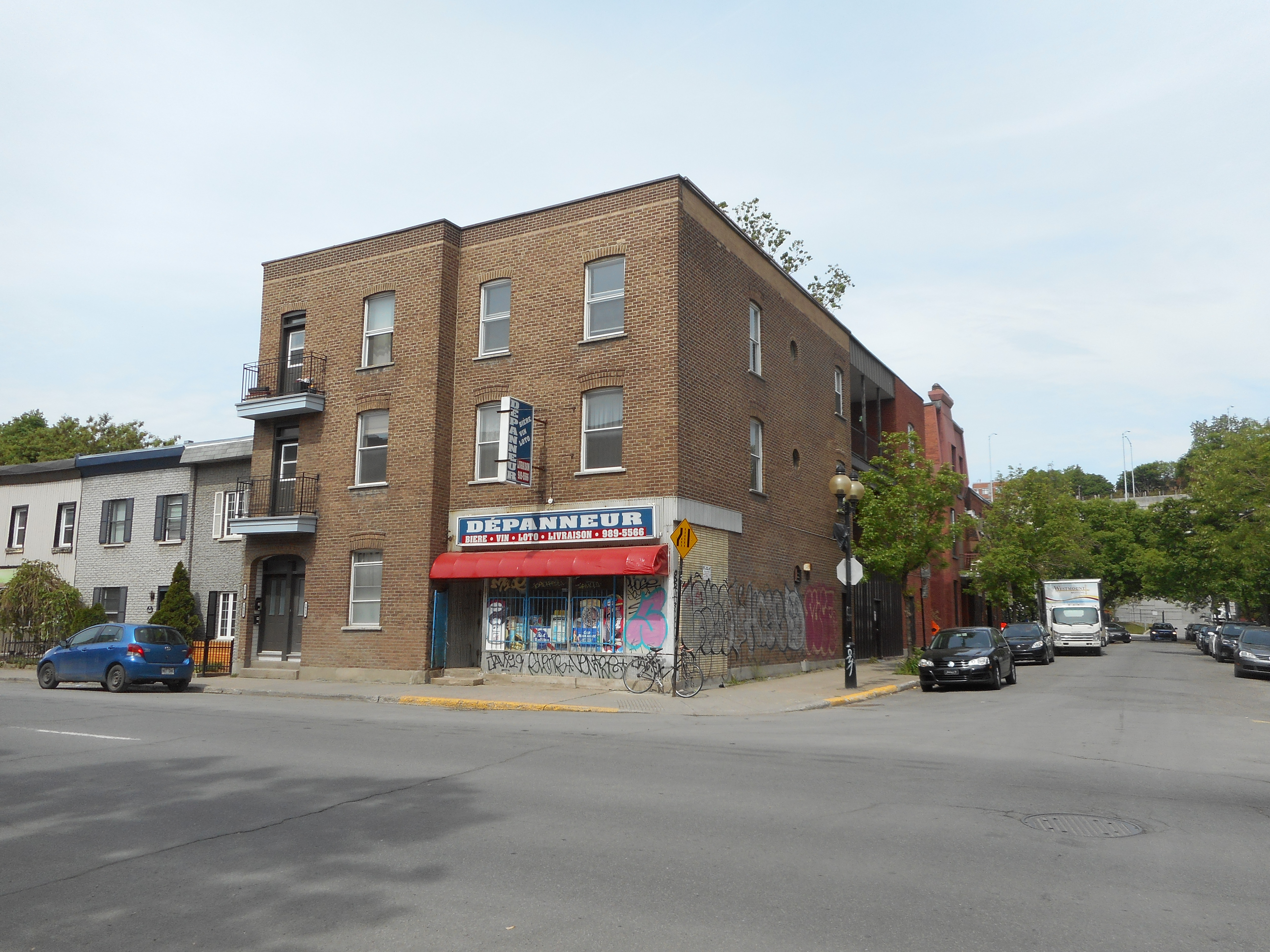
Cửa hàng dépanneur thường thấy ở vùng nói tiếng Pháp của Canada, như cửa hàng này ở Montreal.

### Chile
Các cửa hàng tiện lợi ở Chile thường được tìm thấy tại các trạm xăng ở hầu hết các khu vực đô thị và gần đô thị trên các xa lộ. Ví dụ bao gồm Punto/Pronto (thuộc sở hữu của Copec), Spacio 1 (Petrobras, trước đây có tên là Tigermarket và On The Run trước khi Esso Chile thuộc sở hữu của Petrobras), Va y Ven (Terpel), Upa!, Upita! và Select (thuộc sở hữu của Shell).
Các thương hiệu khác hoạt động chủ yếu ở trung tâm thành phố và các khu vực thuộc tầm trung đến cao cấp là Ok! Market (thuộc sở hữu của Unimarc), Big John và Oxxo (thuộc sở hữu của FEMSA) cùng một số "minisupermercados" quy mô nhỏ tương tự như các cửa hàng "mom and pop store".

### Costa Rica

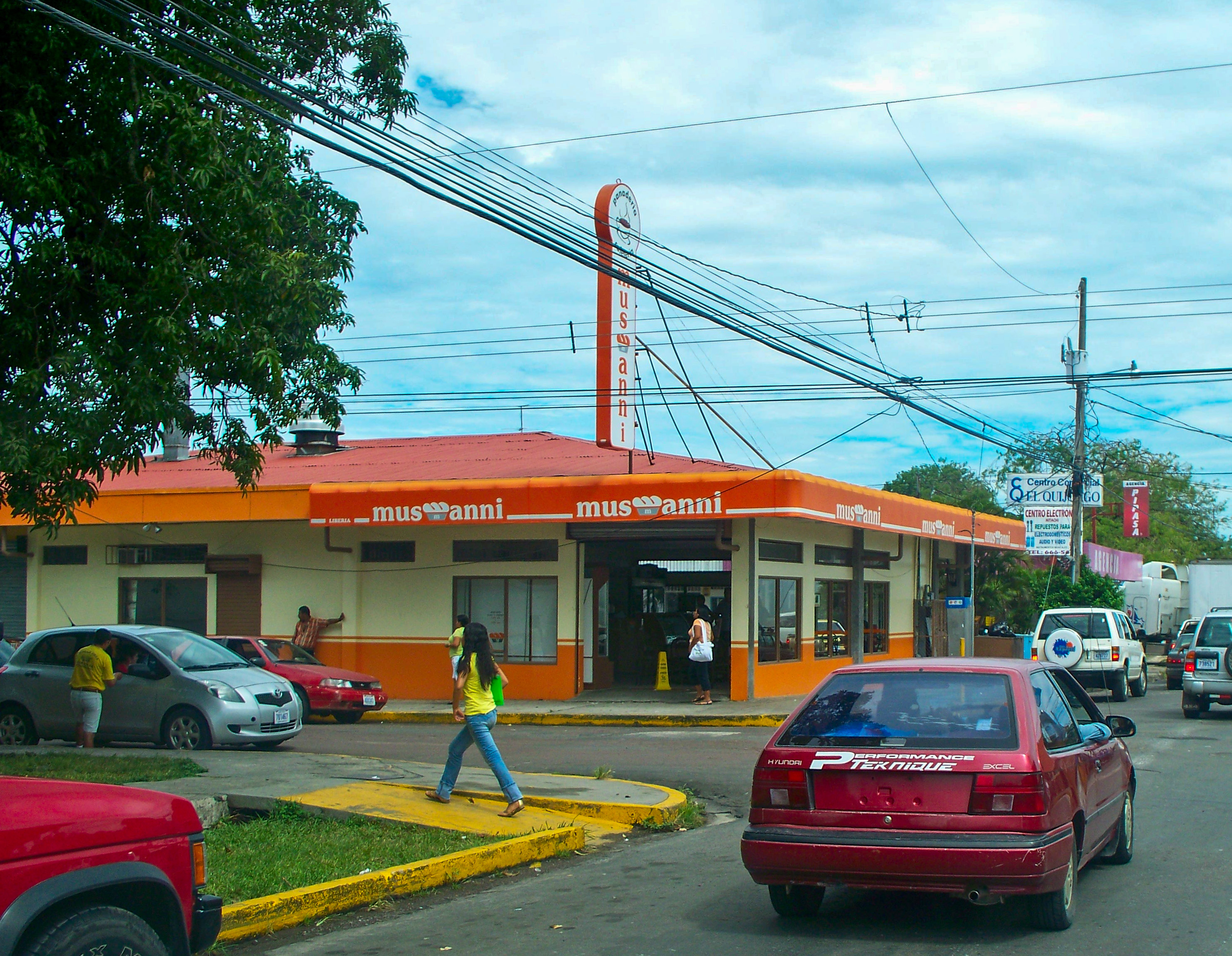
Cửa hàng tiện lợi Musmanni Bakery ở Libera, Costa Rica

Ở Costa Rica, các cửa hàng tiện lợi gia đình tư nhân gọi là pulperías đã phổ biến từ những năm 1900, và có nhiều cửa hàng như vậy ở mọi khu vực.
Trong những năm 2010, các cửa hàng tiện lợi hiện đại đã được giới thiệu, chủ yếu bởi công ty AMPM. Các đối thủ đã ra mắt các thương hiệu như Musmanni Mini Super (một chuỗi cửa hàng bánh mì được thúc đẩy trở thành cửa hàng tiện lợi), Vindi (do công ty siêu thị AutoMercado vận hành) và Fresh Market (do AMPM vận hành theo một mô hình phù hợp với các khu vực thịnh vượng).

### Phần Lan

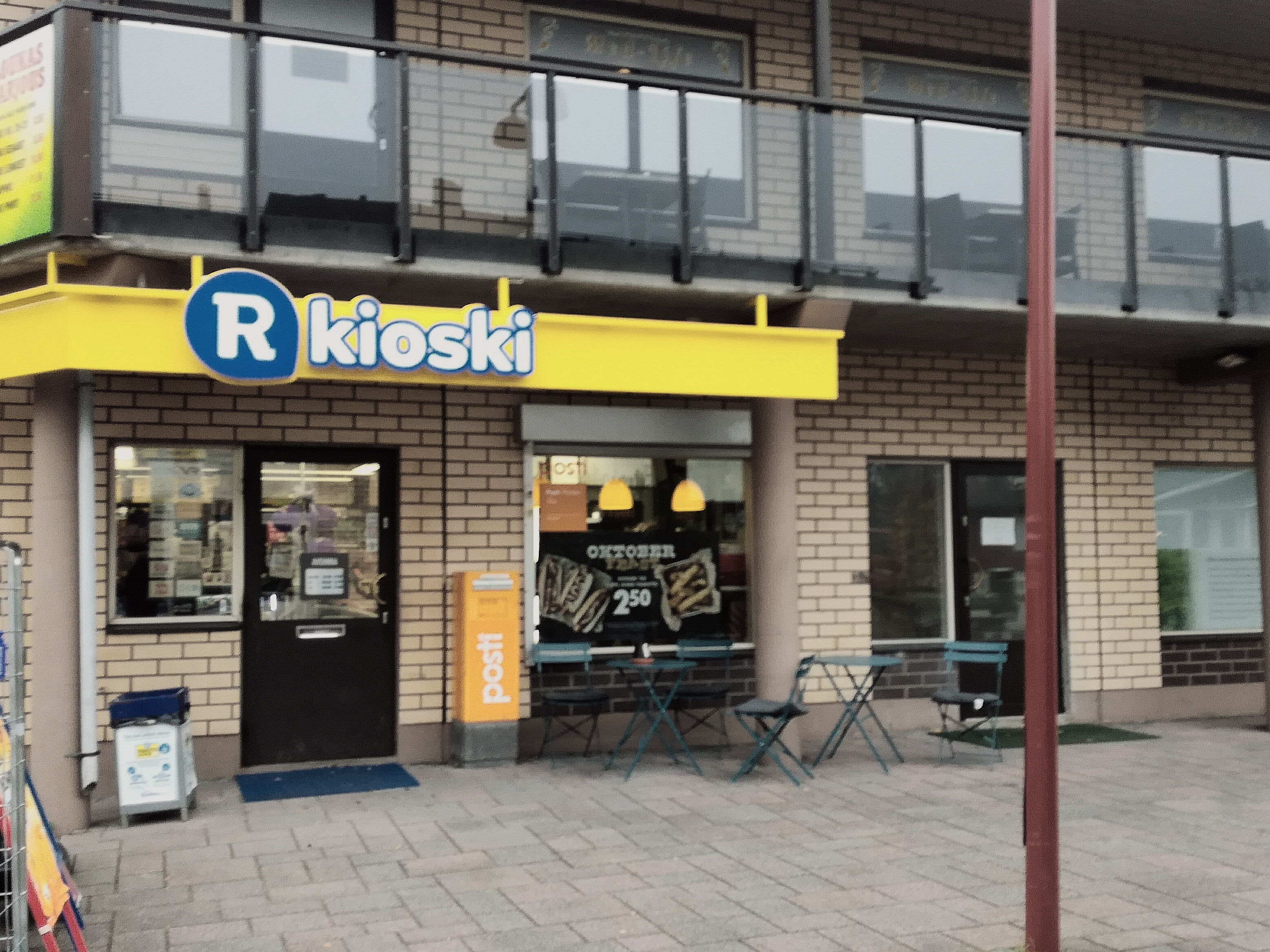
Cửa hàng tiện lợi R-Kioski ở Veikkola, Kirkkonummi, Phần Lan

Ở Phần Lan, cửa hàng tiện lợi được gọi là kiosks, ngoại trừ những cửa hàng tiện lợi tại các trạm dịch vụ, được gọi đơn giản là cửa hàng. Chuỗi cửa hàng tiện lợi lớn nhất là R-Kioski, với hơn 560 kiosks trên khắp đất nước, tất cả đều là doanh nghiệp có giấy phép nhượng quyền thương hiệu. Có một số cửa hàng tiện lợi độc lập sử dụng từ "Kymppi" hoặc số 10 trong tên kinh doanh của họ, đây là ký ức về một chuỗi cửa hàng tiện lợi lớn trước đây mang tên 10-Kioski, đã biến mất vào đầu những năm 2000. Kymppi là từ tiếng nói thông tục cho số 10 ("kymmenen") trong tiếng Phần Lan. Các thị trấn nhỏ thường có các kiosks độc lập, vì một cửa hàng nhượng quyền R-Kioski cần có một lượng khách hàng đủ để có lợi nhuận. Cửa hàng tiện lợi tại các trạm dịch vụ được vận hành bởi công ty dầu mỏ mẹ của trạm như Shell hoặc bởi hai tập đoàn bán lẻ lớn ở Phần Lan, Kesko hoặc S Group. Hầu hết các trạm dịch vụ có người phục vụ đều có một cửa hàng tiện lợi nhỏ.

### Ấn Độ
Ở Ấn Độ, các cửa hàng tiện lợi "mom-and-pop" thường được gọi là kirana, và chiếm phần trong hệ thống bán lẻ thực phẩm truyền thống. Các cửa hàng kirana thường là do gia đình sở hữu và hoạt động tại các vị trí cố định, bán cả thực phẩm cơ bản và hàng hóa không phải thực phẩm.

### Indonesia

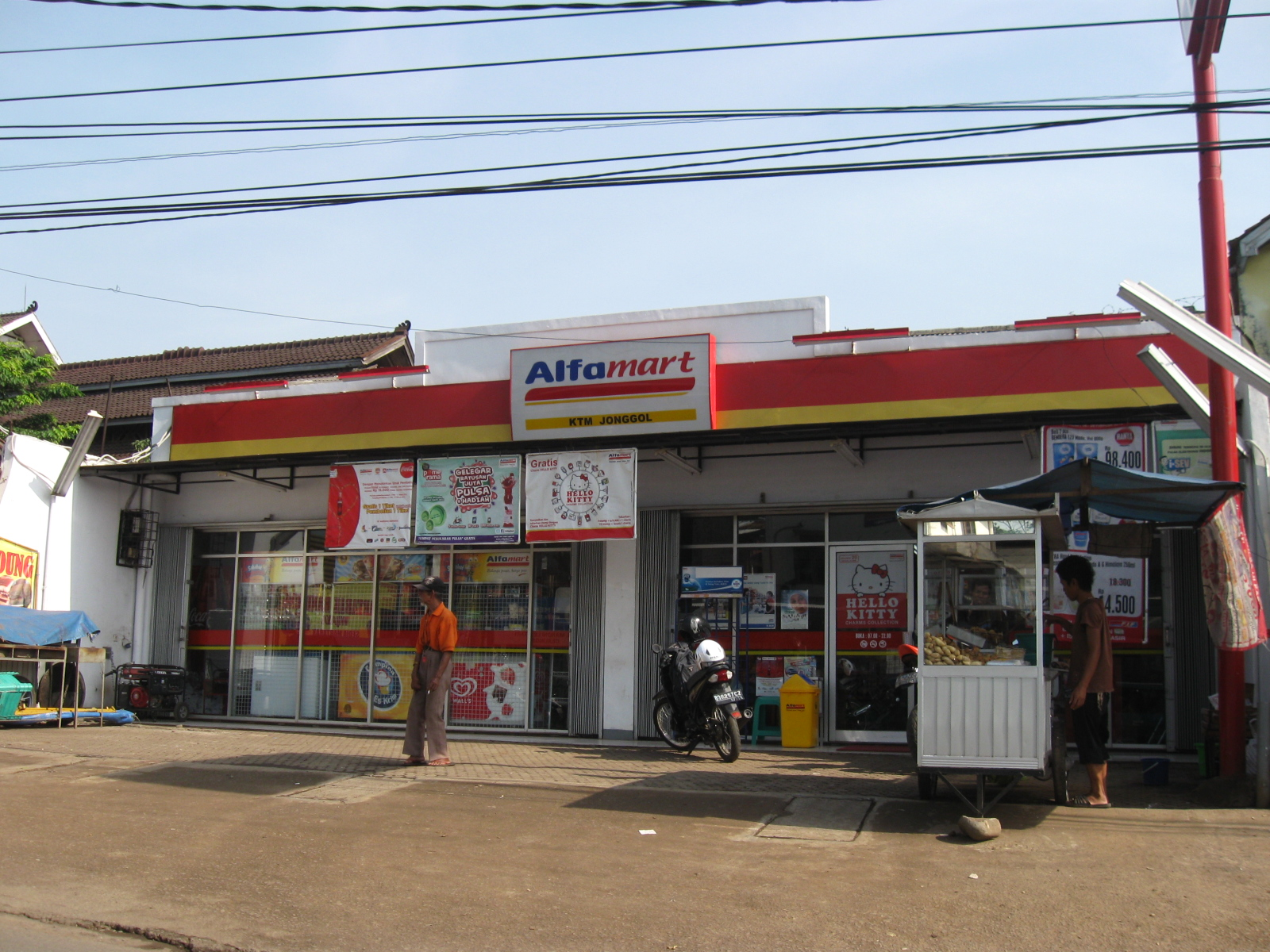
Cửa hàng tiện lợi Alfamart tại Cileungsi, Indonesia.

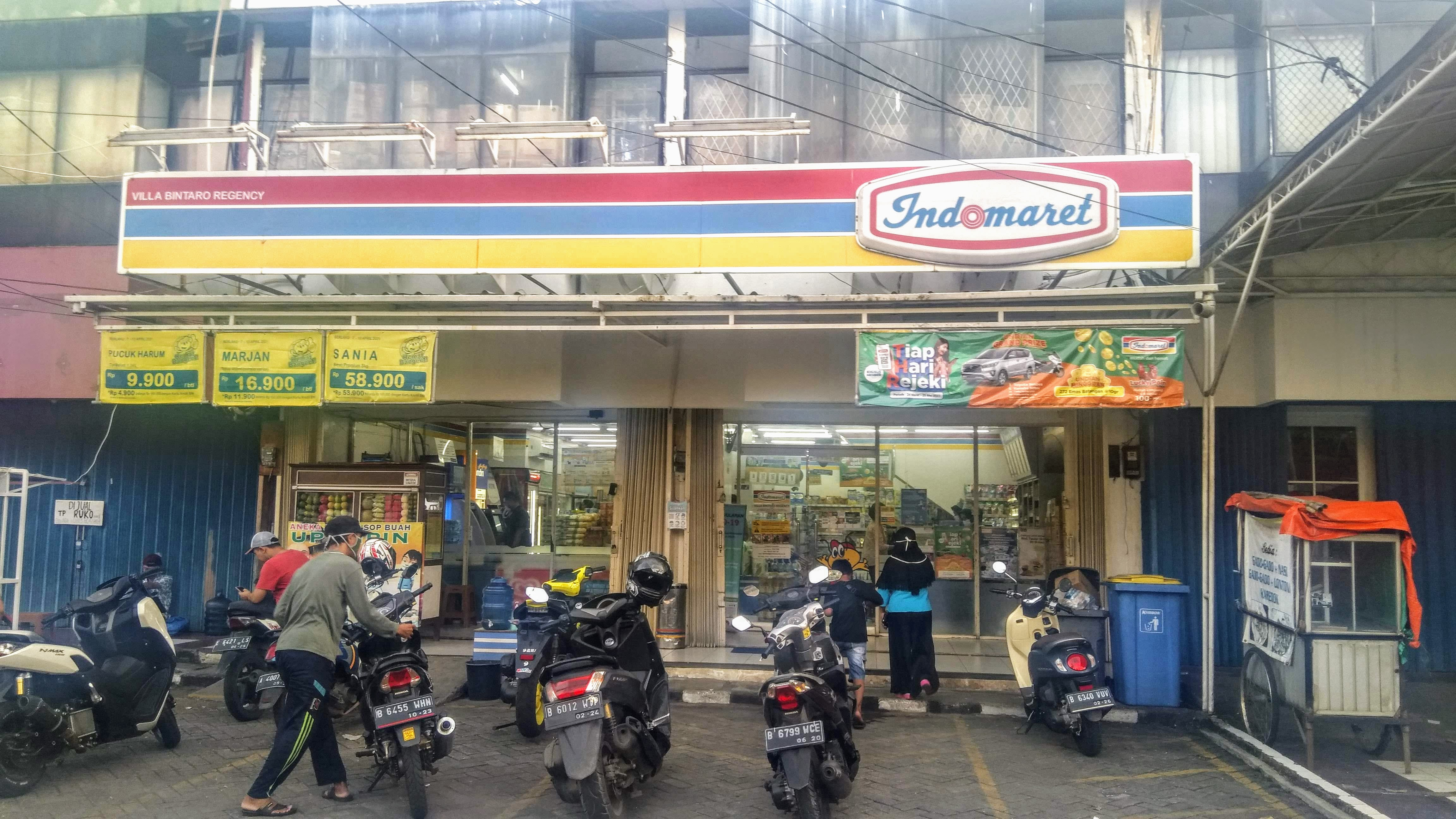
Cửa hàng tiện lợi Indomaret tại Banten, Indonesia.

Các cửa hàng tiện lợi kiểu siêu thị ở Indonesia (thường được gọi là "minimarket") chủ yếu được phân bố khắp các thị trấn. Do hạn chế của chính quyền địa phương ở Indonesia, thông thường các cửa hàng tiện lợi chỉ được xây dựng cách ít nhất 500 mét từ chợ truyền thống gần nhất. Điều này cho phép các chợ truyền thống tiếp tục bán hàng hóa địa phương, nhưng cũng làm giảm khả năng kiếm lời của những người cố gắng xây dựng hoặc sở hữu một cửa hàng tiện lợi bằng cách hạn chế khả năng phát triển tài sản thành cửa hàng tiện lợi. Điều này đặc biệt đúng ở các thị trấn nhỏ và vùng nông thôn. Kết quả là, các cửa hàng tiện lợi ở các vùng nông thôn thường được xây cạnh nhau hoặc tối đa cách nhau 50 mét.
Hai chuỗi cửa hàng tiện lợi quốc gia lớn ở Indonesia là Indomaret và Alfamart, cả hai đều phục vụ hầu hết các khu vực trong nước. Các chuỗi nước ngoài như Family Mart, Circle K hoặc Lawson, ngược lại, có cửa hàng ở các thành phố lớn và phục vụ một lối sống cụ thể thay vì tập trung vào "sự tiện lợi". Để được xếp loại là cửa hàng tiện lợi, cửa hàng phải chiếm không quá 100 mét vuông diện tích dịch vụ; ở một số nơi, giới hạn là 250 mét vuông.
Chính phủ Indonesia cũng quy định quy trình cấp giấy phép cửa hàng tiện lợi, vì vậy chỉ có thể mua bởi các nhượng quyền, sử dụng một tên khác và thương hiệu khác, hoặc phân loại nó như là một cafeteria. Một cửa hàng tiện lợi với giấy phép cafeteria chỉ được phép bán tối đa 10% không gian dịch vụ của mình cho sản phẩm không phải thực phẩm/đồ uống. Loại cửa hàng tiện lợi này thường đặt ghế cỏ và một bàn làm giả mạo ở phía trước cửa hàng, trong khi cung cấp cùng loạt sản phẩm như một cửa hàng mini market.
Có nhiều cửa hàng khu phố nhỏ, được biết đến với tên toko kelontong hoặc warung. Một số được tài trợ bởi mạng lưới cửa hàng, chủ yếu do các công ty thuốc lá (như DRP của Djarum, GGSP của Gudang Garam hoặc SRC của Sampoerna) hoặc các công ty công nghệ (như Mitra Bukalapak).

### Nhật Bản
Cửa hàng tiện lợi (コンビニエンスストア konbiniensu sutoa), thường rút gọn thành konbini (コンビニ konbini), phát triển với tốc độ nhanh chóng tại Nhật Bản. 7-Eleven Nhật Bản, trong khi đang cố gắng thích nghi dịch vụ của họ vào những năm 1970 đến 1980, đã phát triển mô hình dựa trên điểm bán hàng, cho đến cuối cùng, Seven & I Holdings Co., công ty mẹ của 7-Eleven Nhật Bản, đã mua lại 7-Eleven (Mỹ) từ Southland Corporation vào năm 1991. Các cửa hàng tiện lợi kiểu Nhật Bản cũng đã ảnh hưởng mạnh mẽ đến các cửa hàng ở các vùng hoặc quốc gia khác trong khu vực Châu Á, chẳng hạn như Trung Quốc Đại lục, Đài Loan, Thái Lan và Hàn Quốc.

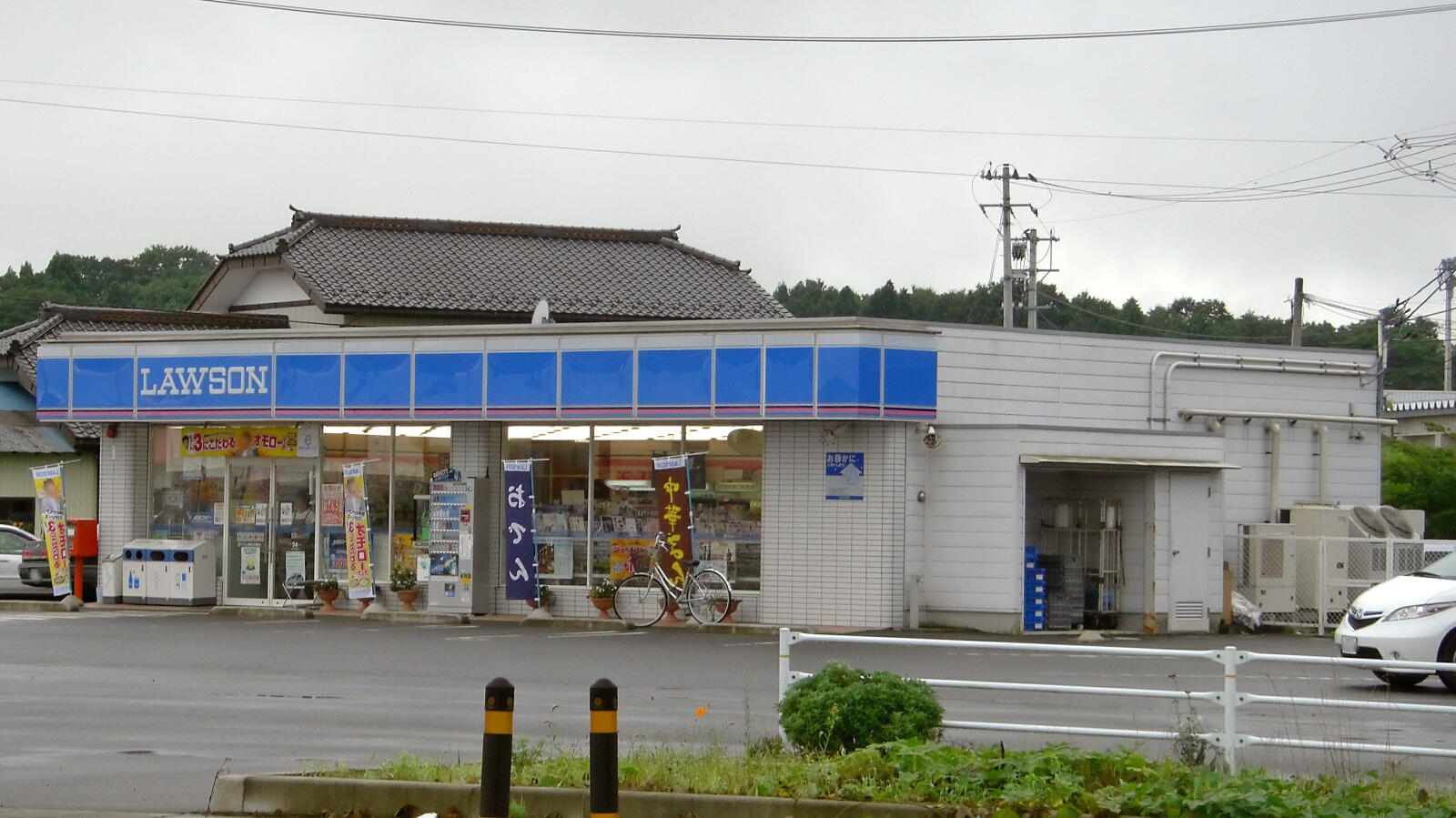
Cửa hàng tiện lợi Lawson ở Minamisoma, Fukushima, Tōhoku, Nhật Bản.

Cửa hàng tiện lợi đặc biệt phụ thuộc vào điểm bán hàng. Tuổi tác và giới tính của khách hàng, cũng như dự báo thời tiết ngày mai, đều là dữ liệu quan trọng. Các cửa hàng đặt mọi đơn hàng trực tuyến. Vì diện tích sàn cửa hàng bị hạn chế, họ phải cẩn trọng trong việc lựa chọn các thương hiệu để bán. Trong nhiều trường hợp, một số cửa hàng từ cùng một chuỗi kinh doanh trong khu vực lân cận. Chiến lược này làm giảm chi phí phân phối đến mỗi cửa hàng, cũng như làm cho nhiều lần giao hàng trong ngày trở nên khả thi. Nhìn chung, hàng hóa thực phẩm được giao tới mỗi cửa hàng từ hai đến năm lần mỗi ngày từ nhà máy. Vì sản phẩm được giao khi cần, cửa hàng không cần diện tích tồn kho lớn.
Theo Hiệp hội Franchise Nhật Bản, tính đến  năm Tháng 10 năm 2021 (dữ liệu liên quan đến tháng 7 năm 2021), có 55.931 cửa hàng tiện lợi ở Nhật Bản. 7-Eleven dẫn đầu thị trường với 12.467 cửa hàng, tiếp theo là: Lawson (9.562) và FamilyMart (7.604). Các nhà điều hành khác bao gồm Circle K Sunkus (được Family Mart mua lại năm 2016; hiện đã ngừng hoạt động), Daily Yamazaki, Ministop, Am/Pm Japan (được Family Mart mua lại năm 2009; hiện đã ngừng hoạt động), Poplar, Coco Store (được Family Mart mua lại năm 2015; hiện đã ngừng hoạt động) và Seico Mart. Nhiều mặt hàng có sẵn trong siêu thị lớn cũng có thể tìm thấy ở cửa hàng tiện lợi Nhật Bản, tuy nhiên lựa chọn thường nhỏ hơn.
Một số cửa hàng cũng cung cấp dịch vụ nạp tiền cho tiền điện tử và dịch vụ ATM cho thẻ tín dụng hoặc tài chính tiêu dùng. Các mặt hàng không phổ biến bao gồm: Slurpees, vé xổ số, phụ tùng ô tô và xăng.
Konbini cũng cung cấp cho khách hàng tùy chọn thanh toán bằng konbini payments (thường cũng được gọi là konbini), một giải pháp thanh toán ngoại tuyến cho phép khách hàng không có thẻ tín dụng hoặc thẻ ghi nợ thực hiện mua sắm trực tuyến. Người tiêu dùng có thể mua các dịch vụ hoặc hàng hóa trực tuyến, chẳng hạn như trò chơi video trên Steam hoặc vé cho sự kiện. Bằng cách chọn konbini làm phương thức thanh toán tại quầy thu ngân, người tiêu dùng sẽ nhận được mã giao dịch duy nhất với ngày hết hạn. Tùy thuộc vào thương hiệu (ví dụ 7–11 khác Family Mart một chút), người tiêu dùng sẽ phải đến bất kỳ cửa hàng tiện lợi nào để hoàn tất giao dịch mua hàng, có thể là tại quầy thu ngân hoặc trạm dịch vụ tự động. Nhiều nhà cung cấp cung cấp konbini như tùy chọn thanh toán cho các công ty nước ngoài bán hàng trực tuyến tại Nhật Bản, chẳng hạn như Adyen, Degica và Ingenico ePayments.
Năm 1974, Nhật Bản có 1.000 cửa hàng tiện lợi. Năm 1996, Nhật Bản có 47.000 cửa hàng tiện lợi và số lượng này tăng thêm 1.500 cửa hàng mỗi năm. Peter Landers của Associated Press nói rằng hệ thống phân phối máy tính cho phép cửa hàng tiện lợi Nhật Bản cung cấp nhiều loại sản phẩm đa dạng hơn, giúp họ cạnh tranh tốt hơn trên thị trường. Bởi vì công nghệ này và sự thuận tiện sau này trong việc duy trì lượng tồn kho đúng, Nhật Bản có thể hỗ trợ một cửa hàng tiện lợi cho mỗi 2.000 người, trong khi ở Hoa Kỳ là một cửa hàng cho 8.000 người. Một yếu tố khcontributingác vào sự phổ biến rộng rãi của các cửa hàng tiện lợi là, do Nhật Bản có tỷ lệ tội phạm thấp hơn, chủ cửa hàng không ngần ngại để cửa hàng mở cửa vào giờ đêm và khách hàng cũng không ngần ngại mua sắm trong thời gian đó.

### Malaysia
Tại Malaysia, 7-Eleven là nhà lãnh đạo thị trường trong các cửa hàng tiện lợi, với hơn 2.000 cửa hàng. Các cửa hàng tiện lợi khác ở nước này bao gồm myNEWS.com, 99 Speedmart, KK Super Mart, Quick and Easy và MyMart (do Mydin sở hữu). Cửa hàng FamilyMart cũng có mặt tại Malaysia và tính đến tháng 7 năm 2020, đã mở cửa hàng thứ 200 tại Malaysia với mục tiêu mở 1000 cửa hàng vào năm 2025, mang khái niệm 'konbini' đến Malaysia.
Các cửa hàng tiện lợi rất phổ biến trong cộng đồng người Malaysia, đặc biệt là những người sống ở các thành phố lớn như Kuala Lumpur hoặc các thị trấn đông dân cư như Penang nơi mật độ dân số cao hơn. Chính sách 24/7 cho phép người Malaysia dễ dàng tiếp cận các nhu yếu phẩm hoặc sử dụng làm khu vực tụ tập thay thế, đặc biệt là khi người Malaysia thích thú vi vu đến các quán mamak và các quán ăn khác vào nửa đêm, vì nhiều người Malaysia ngày càng thường làm việc hoặc ra ngoài muộn hơn. Khả năng có thức ăn nóng tươi hoặc thức ăn đã làm sẵn lạnh là phổ biến đối với những người lao động trẻ có ít thời gian để chuẩn bị thức ăn cho bản thân, bởi vì nhiều người có giờ làm việc không đều đặn, đặc biệt là ở thành phố. Điều này cũng giảm bớt gánh nặng đối với gia đình. Nhiều người Malaysia cũng thích các món ăn mùa được cung cấp bởi các cửa hàng này. Các cửa hàng này có thể được tìm thấy gần như ở bất kỳ đâu, đặc biệt là ở các khu vực có mật độ dân số cao, chẳng hạn như trung tâm thành phố, các khu chung cư, khu phức hợp căn hộ, khu vực văn phòng, các khu dân cư, các cửa hàng và trạm xăng, mặc dù mật độ cửa hàng không cao như Đài Loan hoặc Nhật Bản.
Những mặt hàng bán tại các cửa hàng tiện lợi thường bao gồm thực phẩm địa phương đã làm sẵn như nasi lemak, onigiri, bánh, snack, vật dụng cá nhân, đồ uống, một số lượng giới hạn của rượu, báo, tạp chí, nước đá bào, mì hộp, kem, thực phẩm nóng, oden, thẻ nạp game và thẻ nạp di động. Một số cửa hàng còn cung cấp dịch vụ nạp lại thẻ Touch N' Go hoặc máy ATM. Hầu hết cửa hàng có lò vi sóng và bình đun nước nóng để hâm nóng thực phẩm. Một số cửa hàng có thực phẩm theo mùa và có giới hạn, các món tráng miệng hoặc sản phẩm và mặt hàng nhập khẩu đặc biệt, chẳng hạn như FamilyMart nhập khẩu coca-cola dâu từ Nhật Bản.
Malaysia có các cửa hàng tạp hóa bán hàng hóa hàng ngày và thực phẩm dễ thối rẻ hơn, nhưng khác với cửa hàng tiện lợi, chúng không hoạt động 24/7. Một số cửa hàng tạp hóa này cũng bán các loại thảo dược và thành phần truyền thống.

### Mexico

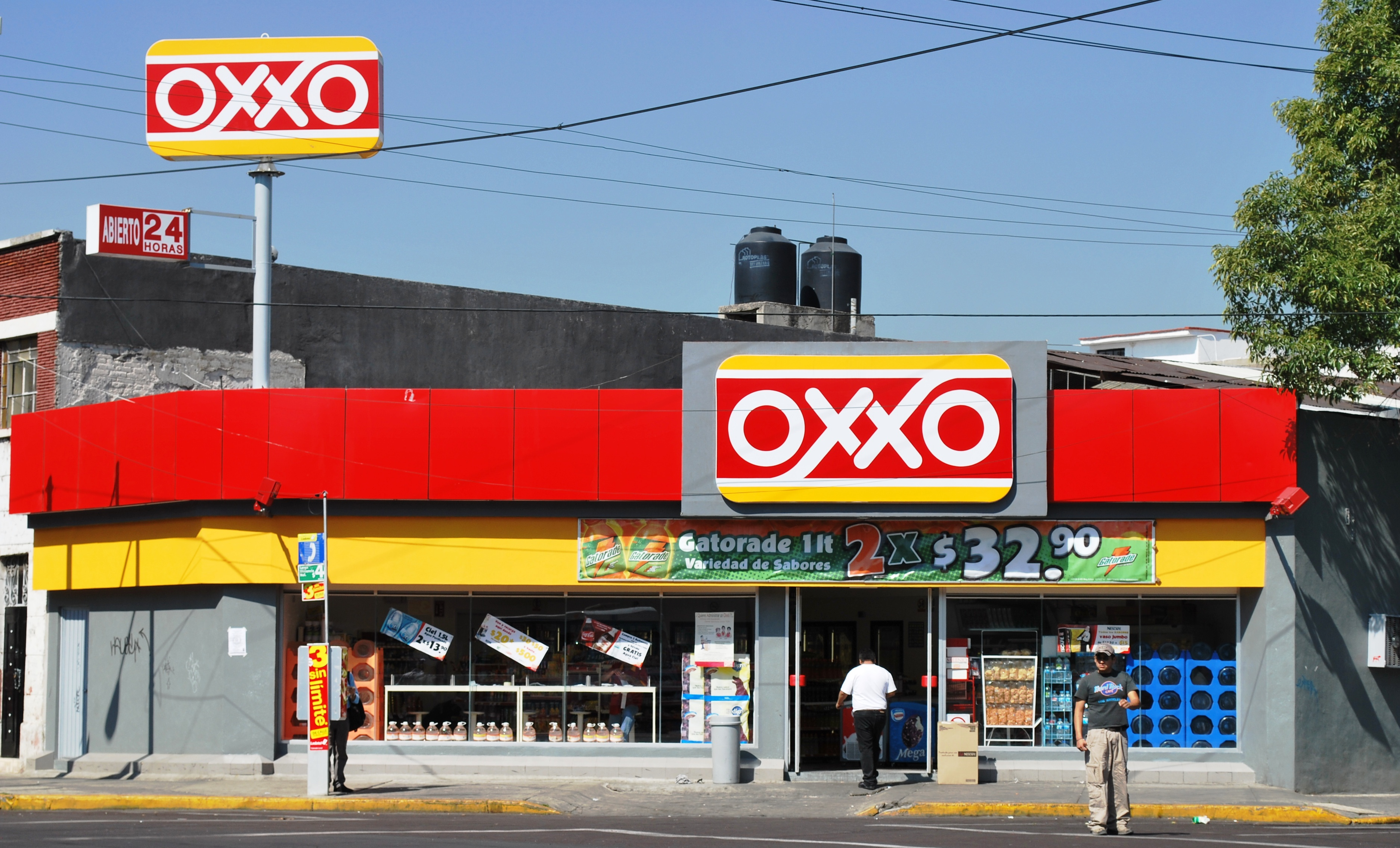
Cửa hàng Oxxo

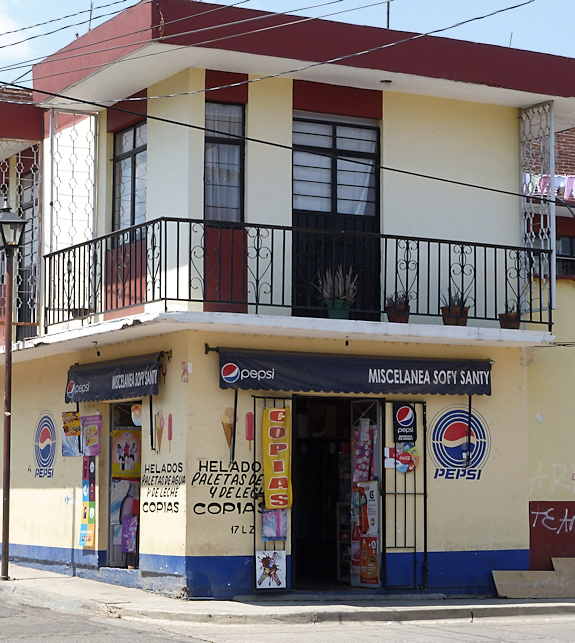
Một cửa hàng Miscelánea do gia đình vận hành

Oxxo là chuỗi lớn nhất ở quốc gia này, với hơn 15.000 cửa hàng trải rộng khắp cả nước. Các cửa hàng tiện lợi khác như Tiendas Extra, 7-Eleven, SuperCity, ampm, và Circle K, cũng được tìm thấy ở Mexico. Cửa hàng tiện lợi đầu tiên ở quốc gia này, Super 7 (hiện là 7-Eleven), đã được mở vào năm 1976 tại Monterrey, Nuevo León. Cũng có một số chuỗi khu vực như Amigo Express và CB Mas, hoạt động tại Comarca Lagunera, Super Q và El Matador ở Queretaro, Coyote ở Trung Mexico, Kiosko ở Colima và một số địa điểm ở các tiểu bang lân cận, và JV ở miền đông bắc Mexico. Cửa hàng bán đồ ăn nhanh như cà phê, xúc xích nóng, nachos và điện thoại di động nạp tiền từ MXN$20 đến MXN$500, chủ yếu là Telcel và Movistar, tờ báo, tạp chí, và sản phẩm Panini cùng các sản phẩm và đồ vật thú vị khác.
Misceláneas (điều nghĩa là "nơi bán các mặt hàng hỗn hợp" và còn được gọi là tiendas de abarrotes (cửa hàng tạp hóa) ở một số khu vực trong nước) là những cửa hàng tiện lợi nhỏ hơn, do gia đình vận hành, thường được tìm thấy ở Trung và Nam Mexico. Chúng hoạt động tại nhiều địa điểm, từ cộng đồng nông thôn đến các khu dân cư ngoại ô, thường nằm ở phía trước hoặc dưới phía dưới nơi ở của gia đình. Chúng thường đóng vai trò là điểm gặp gỡ hàng xóm và nơi truyền bá tin tức cộng đồng. Mặc dù cung cấp một loạt hạn chế hơn và đôi khi là một loạt mặt hàng khác nhau so với các chuỗi công ty, nhưng chúng đáp ứng một khoảng trống ở các khu vực mà các tập đoàn không hoạt động. Thường họ bán các món nhẹ như tortas và sandwich, được làm bởi chính chủ cửa hàng. Họ cũng cung cấp các mặt hàng theo số lượng nhỏ hơn so với những gì được bán tại các cửa hàng và chợ lớn; ví dụ như bán từng điếu thuốc lá cùng với hộp đầy.

### Mông Cổ
Ở Mông Cổ, các cửa hàng tiện lợi (CU (store), Circle K, v.v.) đã phổ biến và tiếp tục trở nên phổ biến hơn, làm cho thị trường ngày càng dày đặc với các nhà bán lẻ. Hiện nay, CU (store) là nhà lãnh đạo thị trường, với số lượng cửa hàng lớn nhất và danh tiếng cao nhất trong số khách hàng.

### New Zealand
Ở New Zealand, các cửa hàng tiện lợi thường được gọi là cửa hàng tạp hóa và cửa hàng siêu nhỏ. Các cửa hàng tạp hóa tại New Zealand thường được sở hữu và vận hành độc lập. Việc sử dụng thuật ngữ dairy để mô tả các cửa hàng tiện lợi đã trở nên phổ biến tại New Zealand vào cuối những năm 1930. Các cửa hàng tạp hóa đã tạo ra một nơi thị trường thực phẩm bằng cách duy trì giờ mở cửa lâu hơn so với cửa hàng tạp hóa và siêu thị - cửa hàng tạp hóa được miễn khỏi luật lao động hạn chế giờ làm việc và giờ mở cửa vào thứ bảy. Khi việc thống nhất giờ mở cửa vào Chủ nhật và sau luật lệ vào năm 1989 cấm bán rượu bởi cửa hàng tạp hóa, ranh giới giữa cửa hàng tạp hóa, cửa hàng siêu nhỏ và cửa hàng tạp hóa đã mờ nhạt đi.

### Peru
Các cửa hàng tiện lợi ở Peru thường là các cửa hàng góc độc lập được gọi là "bodegas", bao gồm cả cửa hàng thực phẩm, rượu, dịch vụ và điện thoại công cộng. Các cửa hàng tiện lợi khác được tìm thấy tại các trạm xăng ở khu vực đô thị và các khu vực kết nối trên các xa lộ; ví dụ như Listo! (do Primax sở hữu) và Repshop (Repsol). Gần đây, Tambo+, do Corporación Lindley S.A. sở hữu, đã nhanh chóng trở thành chuỗi cửa hàng tiện lợi lớn nhất trong nước với 300 cửa hàng được mở cửa chỉ trong hai năm. Oxxo, do Mexico sở hữu, có kế hoạch mở rộng sang Peru.

### Ba Lan
Żabka là một trong những cửa hàng tiện lợi lớn nhất ở Ba Lan. Năm 2022, Jarosław Kaczyński, lãnh đạo của Đảng Luật và Công Lý, nói rằng chính phủ Ba Lan có thể mua lại cửa hàng tiện lợi Żabka từ CVC Capital Partners.

### Philippines
Ở Philippines, có một phiên bản cửa hàng tiện lợi địa phương được gọi là sari-sari store, được đặt trên gần như mọi con đường, góc phố, khu dân cư và các nơi công cộng khác trên khắp đất nước.
Ngoài các cửa hàng tiện lợi địa phương, các chuỗi cửa hàng tiện lợi quốc tế phổ biến khác cũng xuất hiện trên gần như mọi con đường, đặc biệt là ở các khu vực đô thị. 7-Eleven là chuỗi cửa hàng tiện lợi lớn nhất ở đất nước này. Nó được điều hành bởi Tập đoàn Philippine Seven (PSC). Cửa hàng đầu tiên của nó, nằm ở Quezon City, đã mở cửa vào năm 1984 và hiện có khoảng 2.285 chi nhánh.
Cũng có nhiều chi nhánh của Ministop, do Robinsons Convenience Stores, Inc. điều hành; FamilyMart, do Udenna Corporation điều hành và kinh doanh theo hình thức nhượng quyền; và All Day Convenience Store, do doanh nhân người Philippines và cựu Thượng nghị sĩ Philippines, Manny Villar, sở hữu. Lawson, Circle-K và Alfamart cũng đã mở cửa hàng tại nước này.

### Nga

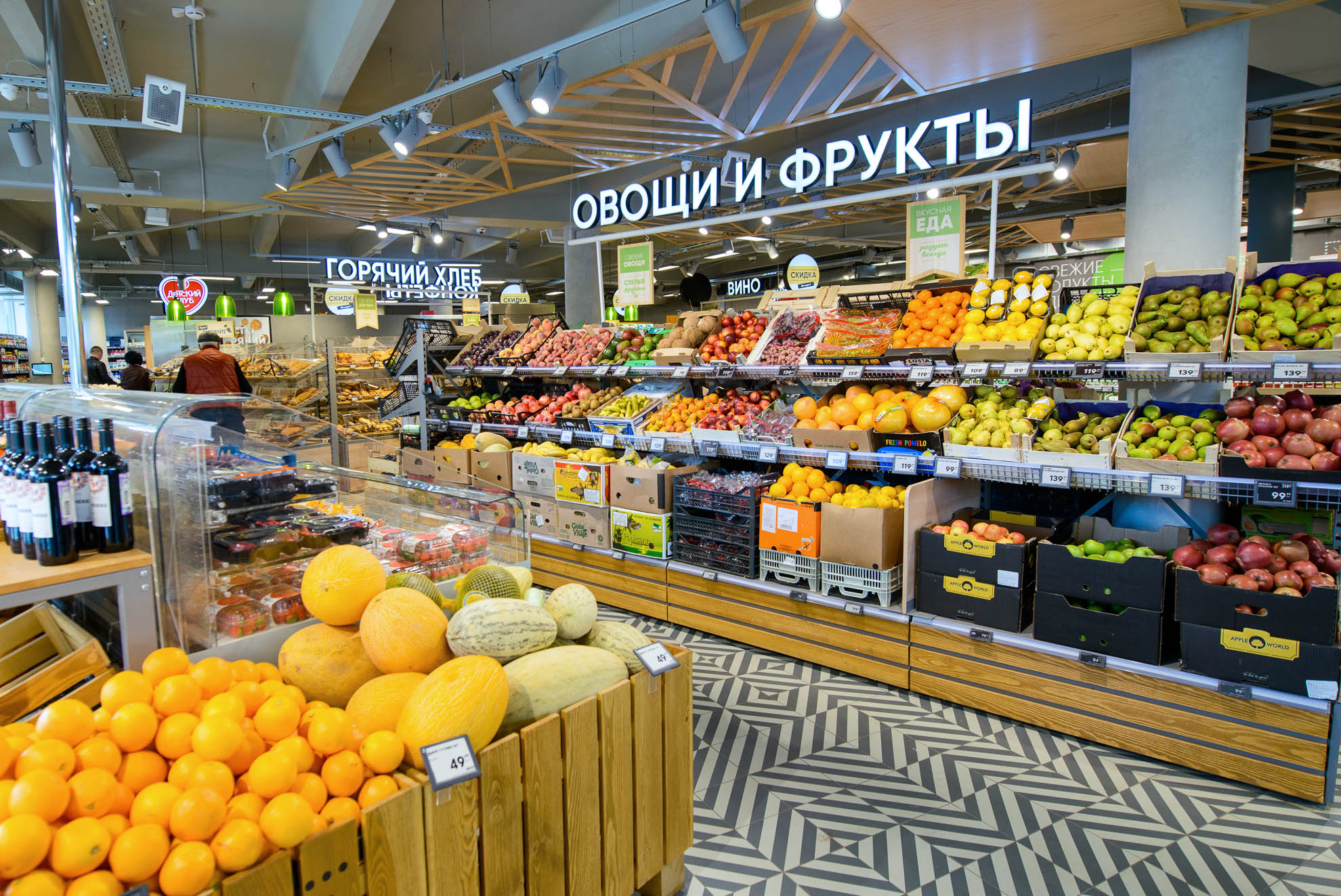
Cửa hàng Pyatyorochka tiêu biểu vào năm 2020

Các thương hiệu chính của cửa hàng tiện lợi ở Nga bao gồm Pyatyorochka ("năm nhỏ") với hơn 10000 cửa hàng hoạt động, Monetka ("đồng tiền nhỏ"), "Magnit u doma", "Krasnoe i Beloe" và Diksi. Tuy nhiên, người Nga đôi khi cũng sử dụng từ "siêu thị": các chuỗi cửa hàng tiện lợi đã sử dụng tư duy "siêu thị" cho chính họ trong suốt thập kỷ 1990, như công ty "Sed'moy Kontinent" (dịch là "Lục địa thứ 7") hiện đã ngưng hoạt động.
Dòng cửa hàng Pyatyorochka có máy tính tiền tự thanh toán, cũng như dòng cửa hàng Perekryostok. Cả hai thương hiệu này đều thuộc sở hữu của X5 Group và còn có thẻ "hội viên" tương thích lẫn nhau. Tuy nhiên, nhiều ưu đãi/giảm giá ở cả hai cửa hàng đều yêu cầu người mua có "thẻ hội viên" để mở khóa ưu đãi riêng của hàng hóa.

### Singapore
Các cửa hàng tiện lợi chính ở Singapore bao gồm 7-Eleven do Dairy Farm International Holdings sở hữu và Cheers do NTUC Fairprice sở hữu. Số liệu từ Sở Thống kê Singapore cho thấy năm 2004 có 338 cửa hàng 7-Eleven và 91 cửa hàng Cheers. Các cửa hàng tiện lợi khác như Myshop và One Plus xuất hiện từ năm 1983. Myshop thuộc sở hữu của một công ty Nhật Bản, và One Plus thuộc sở hữu của Emporium Holdings.
Đã có nhiều nguyên nhân độc đáo tại Singapore được cho là nguyên nhân góp phần làm cho cửa hàng tiện lợi phổ biến. Các cửa hàng tiện lợi bán một loạt các hàng hóa nhập khẩu, trong khi các cửa hàng tạp hóa và cửa hàng thực phẩm chỉ bán các sản phẩm địa phương với một phạm vi hạn chế của các sản phẩm không phải nguồn gốc châu Á. Các cửa hàng tiện lợi được đặt tại các khu dân cư, từ đó giảm thời gian di chuyển của người tiêu dùng. Hầu hết các gia đình ở Singapore đều là gia đình có hai nguồn thu nhập. Vì cả hai người chồng vợ làm việc, nhu cầu về tiện lợi trong việc mua sắm hàng ngày càng tăng. Chính sách mở cửa 24/7 cho phép cửa hàng tiện lợi tiếp cận đến một nhóm lớn hơn của người tiêu dùng. Đầu tiên, chính sách này đáp ứng nhu cầu mua sắm của những người tiêu dùng làm việc ca đêm hoặc có giờ làm việc không đều đặn. Thứ hai, chính sách này phục vụ số lượng ngày càng tăng của người Singapore thường đi ngủ muộn. Báo cáo kinh tế năm 2005 của Price Waterhouse Coopers (PWC) cho biết 54% người Singapore thường thức đến nửa đêm.

#### 7-Eleven
7-Eleven bắt đầu xu hướng của các cửa hàng tiện lợi ở Singapore khi mở cửa hàng đầu tiên vào năm 1982 do Jardine Matheson Group khai trương, dưới hợp đồng nhượng quyền thương hiệu với Tập đoàn Southland của Hoa Kỳ. Dairy Farm International Holdings mua lại chuỗi cửa hàng từ Jardine Matheson Group vào năm 1989.
Số lượng cửa hàng 7-Eleven tiếp tục tăng trong năm 1984 trong khi các chuỗi khác đang gặp khó khăn trong việc mở rộ. One Plus không thể mở rộ do thiếu các vị trí tốt. Các chủ sở hữu gốc của hệ thống cửa hàng Myshop, mà có bảy cửa hàng, đã bán cho một trong những người cung cấp vì thiếu nhu cầu.
Năm 1985, 7-Eleven gặp khó khăn trong việc tìm vị trí thuận lợi và không đạt được mục tiêu mở một cửa hàng mỗi tháng. Tình hình được cải thiện vào năm 1986 với hệ thống đấu thầu mới của Hội đồng phát triển nhà ở (HDB), cho phép 7-Eleven có thể thuê cửa hàng mà không cần phải đấu giá với mức giá quá cao. Các cửa hàng 7-Eleven mở cửa 24 giờ một ngày, bảy ngày một tuần, bao gồm cả ngày Chủ nhật và các ngày lễ. Chính sách hoạt động 24/7 này được coi là lý do đã giúp 7-Eleven vượt trội hơn so với các đối thủ của mình.
Năm 1990, số vụ trộm cửa hàng tại 7-Eleven đã tăng lên. Kẻ trộm thường là thanh thiếu niên lấy cắp các món đồ nhỏ như sô-cô-la, thuốc lá và bia. Để đối phó với sự gia tăng số vụ trộm, 7-Eleven đã tăng cường biện pháp bảo mật, đã giảm thành công tỷ lệ tội phạm 60%.

#### Cheers
Bắt đầu từ năm 1999, Cheers thuộc sở hữu của tập đoàn địa phương NTUC FairPrice. Cheers đã áp dụng mô hình hoạt động 24/7 của 7-Eleven và áp dụng các biện pháp bảo mật tương tự để ngăn trường hợp trom cửa hàng. Các chủ cửa hàng tiện lợi tìm kiếm nhượng quyền thương hiệu dường như thích hơn Cheers so với 7-Eleven, có thể do mức phí nhượng quyền thấp hơn của Cheers.

### Nam Phi
Trong các thị trấn người da đen tại Nam Phi, cửa hàng spaza bán các mặt hàng nhỏ, thường được bày bán tại nhà của chủ cửa hàng. Tuy nhiên, những doanh nghiệp này đối mặt với sự cạnh tranh từ các chuỗi cửa hàng lớn. Các cửa hàng spaza do những người nhập cư sở hữu cũng đã trở thành nguồn gây căng thẳng trong các thị trấn.
Ở khu vực da trắng, người gốc Ấn và Người Nam Phi gốc Trắng, góc cà phê (gọi là phòng trà ở Durban) là cửa hàng tiện lợi. Ở các khu vực da trắng, những cửa hàng này thường do những người nhập cư Nam Âu sở hữu. Những quán cà phê này đang bị thay thế bởi các cửa hàng tiện lợi thuộc các trạm dịch vụ nhiên liệu.

### Hàn Quốc
Các cửa hàng tiện lợi ở Cộng hòa Hàn Quốc bắt đầu từ năm 1982, khi Lotte mở cửa hàng đầu tiên tại Seoul. Các cửa hàng bắt đầu phát triển sau Thế vận hội Mùa hè 1988 với sự xuất hiện của cửa hàng 7-Eleven đầu tiên, và ngay cả từ những năm 2010 khi các cửa hàng trạm dịch vụ và siêu thị lớn đã gặp khó khăn. Đến năm 2016, người dẫn đầu thị trường là CU (store) với tỷ lệ 33,3%, GS25 với tỷ lệ 28,6%, tiếp theo là 7-Eleven và ministop.

### Đài Loan
Với hơn 10.000 cửa hàng tiện lợi trên diện tích 35.980 km2 và dân số 23 triệu người, Đài Loan có mật độ cửa hàng tiện lợi trên người cao thứ hai tại Châu Á Thái Bình Dương và trên toàn thế giới sau Hàn Quốc: một cửa hàng cho 2.065 người. Với 4.665 cửa hàng 7-Eleven, Đài Loan cũng có mật độ cửa hàng 7-Eleven trên người cao nhất thế giới: một cửa hàng cho 4.930 người. Ở Đài Bắc, thường không hiếm thấy hai cửa hàng 7-Eleven ở đối diện nhau hoặc một số cửa hàng nằm trong khoảng vài trăm mét của nhau.
Hệ thống cửa hàng tiện lợi lớn thứ hai tại Đài Loan là FamilyMart với hơn 3.000 cửa hàng. Các hệ thống cửa hàng khác cạnh tranh để thu hút khách hàng là Hi-Mart, một chuỗi đến từ Đài Loan, và OK Mart, phiên bản địa phương của Circle K.
Bởi vì chúng được tìm thấy khắp mọi nơi, các cửa hàng tiện lợi tại Đài Loan cung cấp dịch vụ thay mặt các tổ chức tài chính và cơ quan chính phủ, chẳng hạn như thu tiền phí đỗ xe thành phố, hóa đơn tiện ích, tiền phạt vi phạm giao thông và thanh toán thẻ tín dụng. Tám mươi phần trăm người mua sắm ở các hộ gia đình đô thị tại Đài Loan ghé thăm cửa hàng tiện lợi hàng tuần.

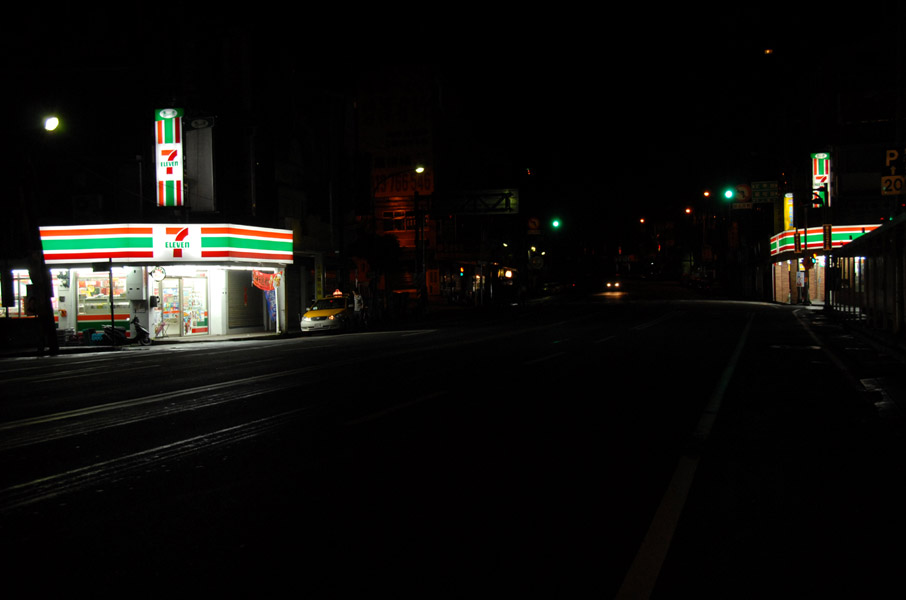
Với mật độ cửa hàng 7-Eleven cao nhất thế giới, không hiếm khi thấy hai cửa hàng 7-Eleven đứng đối diện nhau tại Đài Loan. Khoảng cách giữa chúng có thể nhỏ hơn 50 mét.
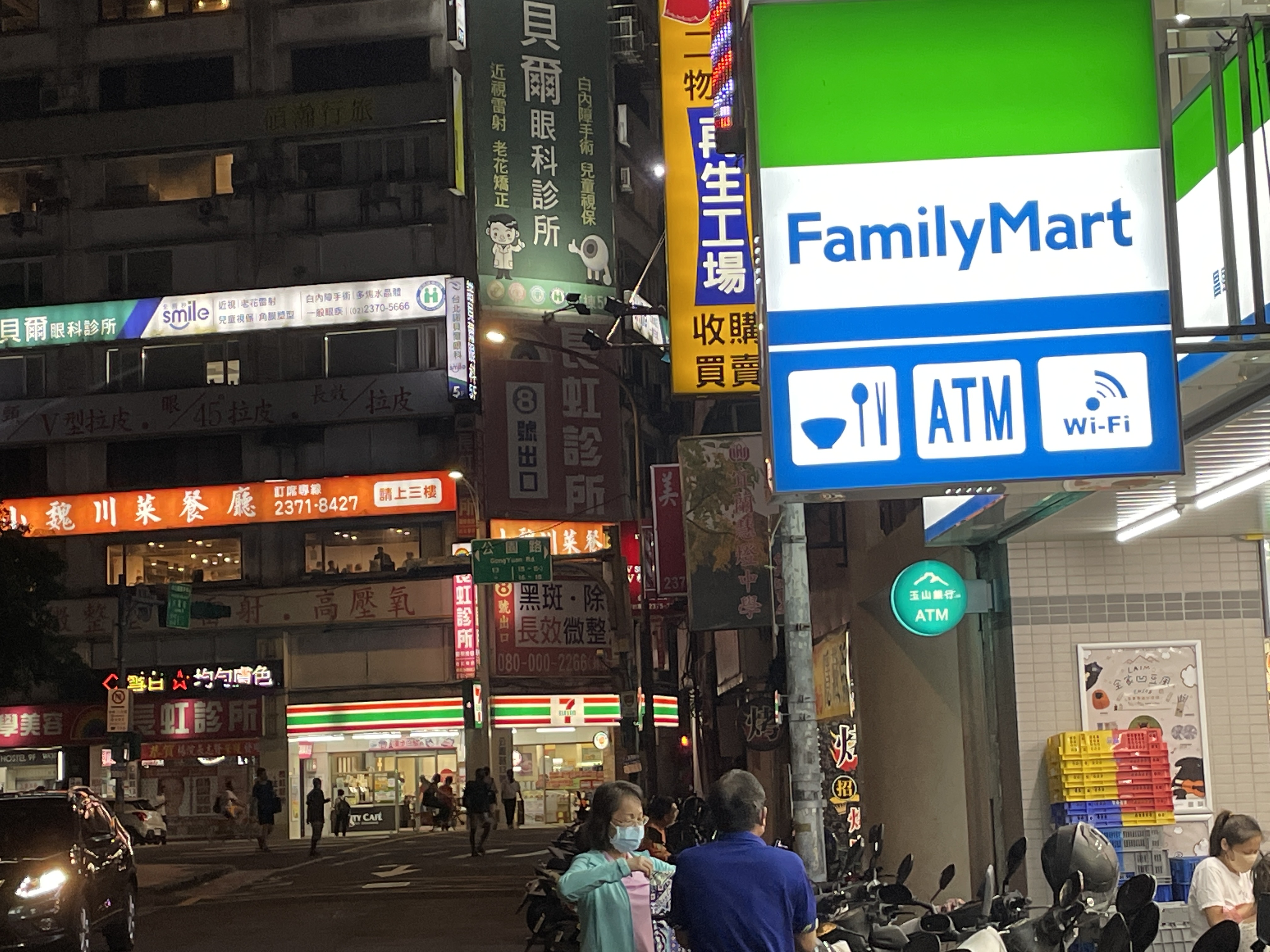
Ở Đài Loan, thường thấy các thương hiệu cửa hàng tiện lợi khác nhau đứng cạnh nhau.
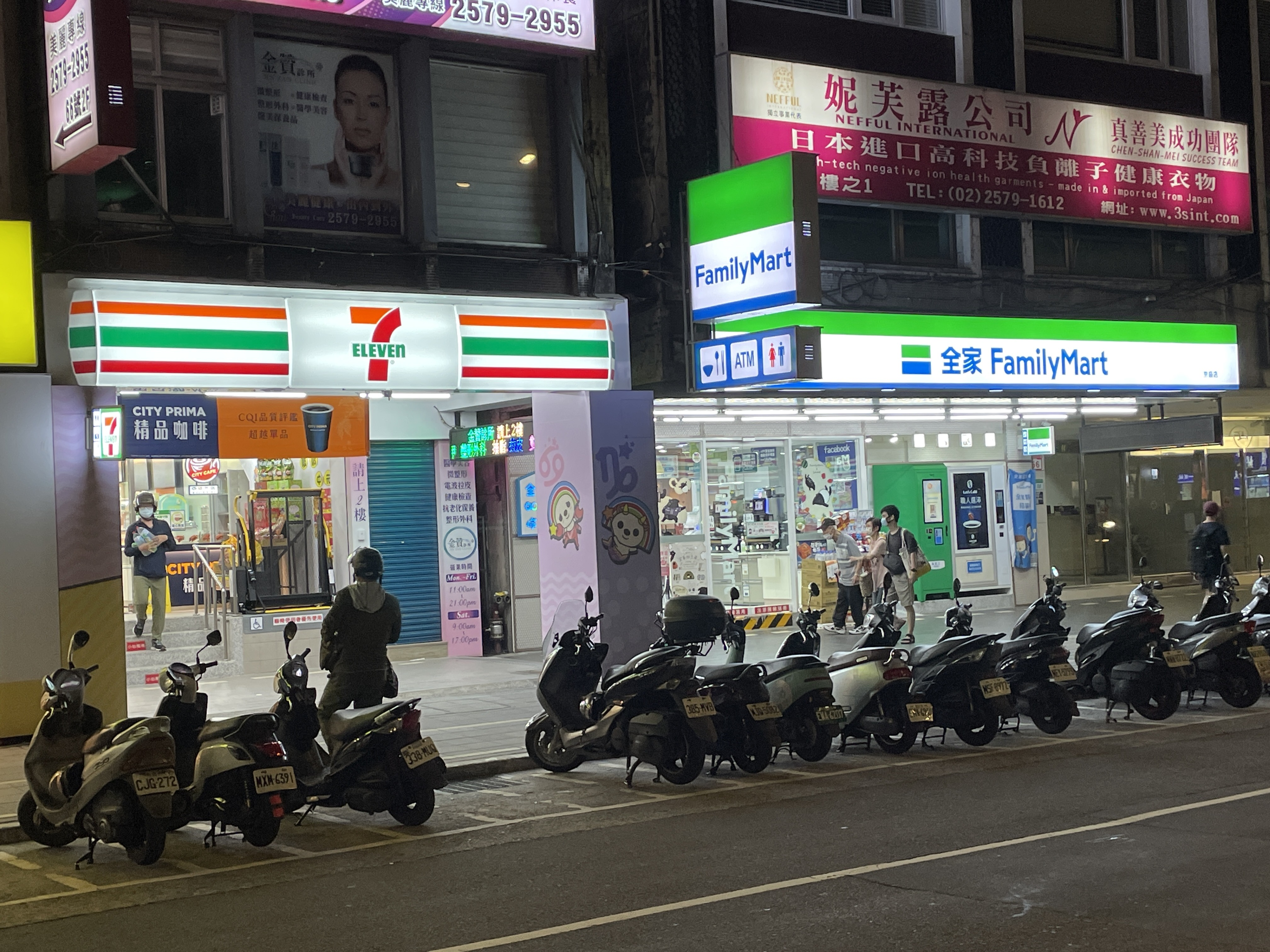
Cũng không hiếm ở Đài Loan thấy 2 cửa hàng tiện lợi đứng cùng bên nhau.

### Vương quốc Liên hiệp Anh và Bắc Ireland

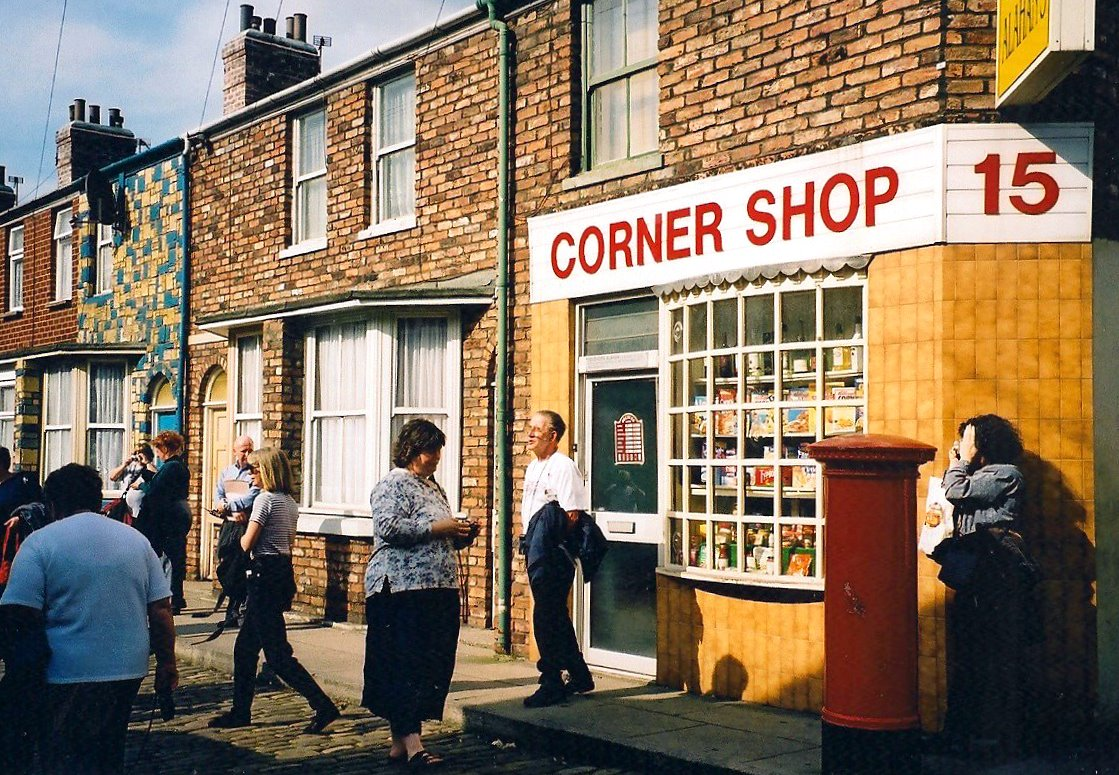
Góc cửa hàng tại Vương quốc Liên hiệp Anh và Bắc Ireland được thiết lập trong phim truyền hình của ITV Coronation Street, nằm ở Manchester, miêu tả một cửa hàng góc thông thường tại Vương quốc Liên hiệp Anh được sở hữu và kinh doanh độc lập.

Khái niệm corner shop tại Vương quốc Liên hiệp Anh và Bắc Ireland bắt đầu từ thời kỳ Cách mạng Công nghiệp, khi dân số lớn chuyển từ nông thôn nông nghiệp sang các thị trấn mẫu mực mới được xây dựng và sau này là những khu nhà liên kế tại các thành phố. Cửa hàng góc là doanh nghiệp nhỏ được sở hữu cục bộ, do những doanh nhân thường đã có sự nghiệp khác trước khi thành lập doanh nghiệp kinh doanh thương mại như vậy. Nhiều thương hiệu bán lẻ nổi tiếng trên phố chính như Marks and Spencer, Sainsbury's và sau này là Tesco, đã ra đời trong thời kỳ Thời đại Victoria với tư cách cửa hàng góc đơn giản, do gia đình sở hữu.
Tên corner shop bắt nguồn từ việc các cửa hàng này thường được đặt tại góc của một ngã tư.
Thời kỳ cửa hàng góc và chợ tuần đã dần mờ nhạt sau Thế chiến II, với sự kết hợp của ô tô cá nhân và việc giới thiệu từ những năm 1950 của hình thức siêu thị gốc Mỹ. Sự thay đổi trong giá cả và tiện lợi đã dẫn đến việc thiết lập các thương hiệu thương mại phổ biến hoạt động như một hệ thống nhượng quyền để giành lại lòng tin của người tiêu dùng, bao gồm: Budgens, Costcutter, Londis, Nisa và SPAR. Cũng có sự sáp nhập của một số cửa hàng dưới một số thương hiệu doanh nghiệp lớn hơn, bao gồm One Stop và RS McColl.
Cạnh tranh chính đối với mô hình 'cửa hàng góc' sở hữu riêng này đến từ mạng lưới các hợp tác người tiêu dùng được tạo ra sau sự thành công của mạng lưới do Hội cổ vũ Công bằng Pioneers tại Rochdale tạo ra năm 1844. Thay vì được sở hữu bởi cá nhân, những cửa hàng này được sở hữu bởi các thành viên khách hàng của hợp tác và, do sự phổ biến của chúng, số lượng cửa hàng hợp tác đã đạt tới con số 1.439 vào năm 1900. Hợp tác ra đời như một phản ứng trước vấn đề thực phẩm bị pha trộn tồn tại vào thời điểm đó, và sau này chúng cho phép các thành viên mua các loại thực phẩm mà họ không thể mua được nếu không. Ở đỉnh điểm vào những năm 1950, các hợp tác người tiêu dùng chiếm khoảng 20% thị trường thực phẩm tại Vương quốc Liên hiệp Anh; tuy nhiên, do sự cạnh tranh gia tăng, con số này đã giảm xuống khoảng 6% vào năm 2015. Do một số sáp nhập trong suốt những năm qua, ngành hợp tác người tiêu dùng tại Vương quốc Liên hiệp Anh hiện nay chủ yếu bao gồm The Co-operative Group quốc gia và một số hợp tác xã khu vực lớn như Midcounties Co-operative và Scotmid. Ngày nay, hầu hết các hiệp hội bán lẻ thực phẩm hợp tác tại Anh đặt tên cho cửa hàng tiện lợi của họ là Co-op Food, và cùng nhau họ tạo thành chuỗi cửa hàng tiện lợi lớn thứ hai tại Anh và lớn nhất về số lượng cửa hàng, với một cửa hàng trong mỗi mã bưu chính của Anh.

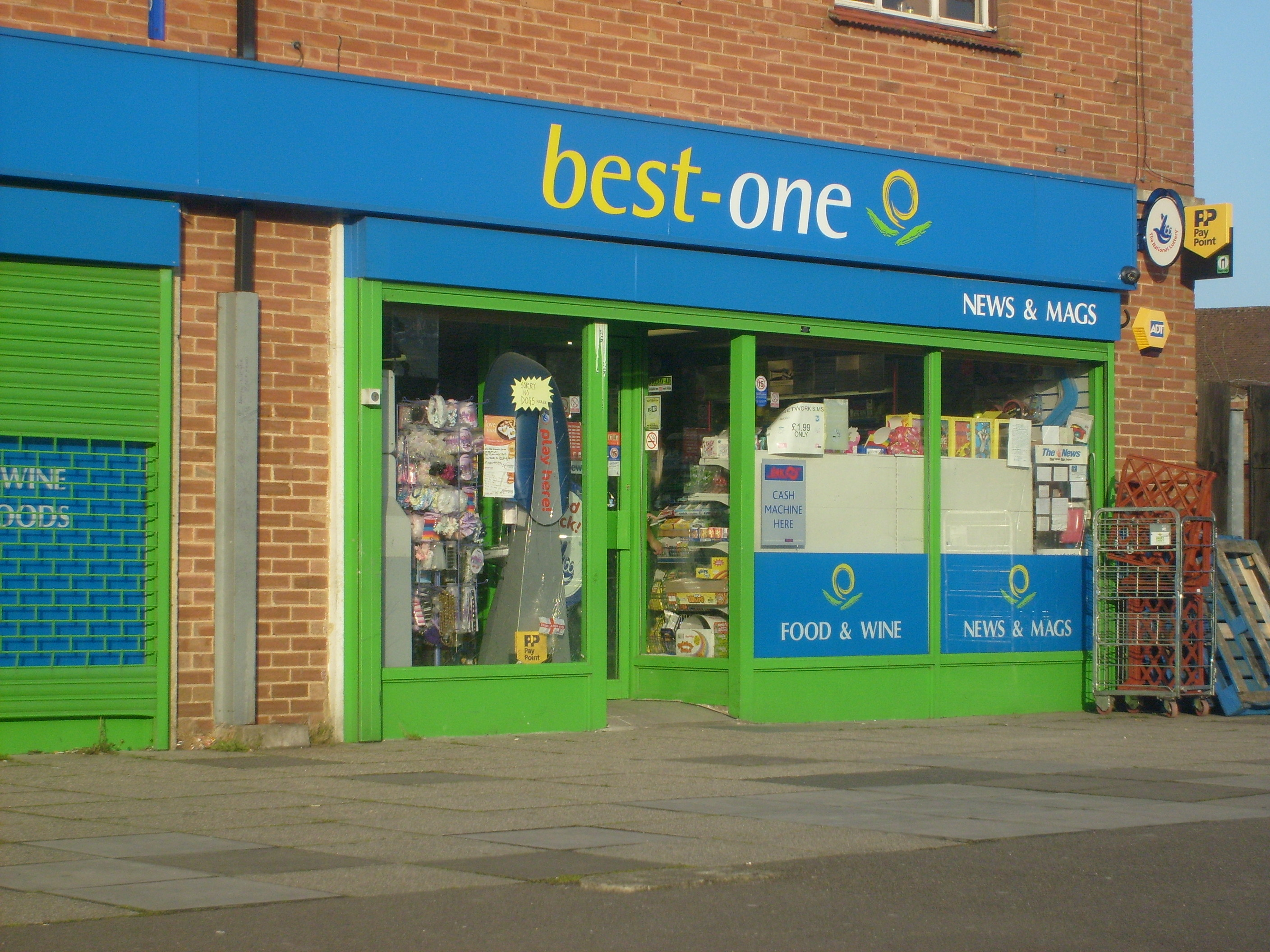
Cửa hàng góc hiện đại tại Vương quốc Liên hiệp Anh và Bắc Ireland, thuộc chuỗi nhượng quyền Best-One

Từ cuối những năm 1960 trở đi, nhiều cửa hàng như vậy bắt đầu được sở hữu bởi người Ấn Độ sinh sống ở châu Phi, bị đuổi ra khỏi quê hương của họ bởi các lãnh đạo của các quốc gia mới độc lập (xem Trục xuất người Á châu khỏi Uganda). Theo Đạo luật Cửa hàng 1950, việc mua sắm vào ngày Chủ nhật đã bị cấm đối với hầu hết các nhà buôn, chỉ được phép với một số ngoại lệ dành cho các cửa hàng nhỏ bán các sản phẩm dễ hỏng (ví dụ: sữa, bánh mì, bơ, thịt tươi và rau củ tươi), và hầu hết các cửa hàng không phải là cửa hàng bán rượu (tức là bán rượu) phải đóng cửa lúc 20:00. Đạo luật Thương mại Chủ nhật 1994 cho phép các cửa hàng định dạng lớn với diện tích trên 12.000 foot vuông (1.100 m2) mở cửa vào ngày Chủ nhật và sau đó mở cửa 24/7.
Gần đây hơn, do sự kết hợp giữa các luật về cạnh tranh và thiếu không gian phát triển quy mô lớn, nhiều thương hiệu bán lẻ lớn hiện đã phát triển các định dạng cửa hàng dựa trên quy mô cửa hàng tiện lợi và cửa hàng góc, bao gồm Sainsbury's Local, Little Waitrose và Tesco Express.

### Hoa Kỳ
Doanh số bán hàng tại cửa hàng tiện lợi tăng 2,4%, đạt mức kỷ lục 195,0 tỷ đô la vào năm 2011. Kết hợp với doanh số bán xăng dầu 486,9 tỷ đô la, tổng doanh số bán hàng tại cửa hàng tiện lợi vào năm 2011 là 681,9 tỷ đô la, tương đương một trong mỗi 22 đô la của tổng sản phẩm quốc nội sản phẩm quốc nội toàn phần của Mỹ 15,04 nghìn tỷ đô la. Ở Thành phố New York, thuật ngữ "bodega" đã trở nên ám chỉ bất kỳ cửa hàng tiện lợi hoặc cửa hàng thực phẩm nhanh.
Cửa hàng tiện lợi chuỗi đầu tiên tại Hoa Kỳ đã được mở tại Dallas, Texas vào năm 1927 bởi Southland Ice Company, sau này trở thành 7-Eleven, chuỗi cửa hàng tiện lợi lớn nhất. Các cửa hàng liên kết với trạm dịch vụ dầu khí phát triển thành một xu hướng, được một số kiến trúc sư tiến bộ đánh giá cao:
Frank Lloyd Wright, Thành phố biến mất, 1932
Năm 1939, một chủ cửa hàng sữa tên là J.J. Lawson đã mở một cửa hàng tại nhà máy sữa gần Akron, Ohio, để bán sữa của mình. Công ty sữa Lawson phát triển thành một chuỗi cửa hàng, chủ yếu tại Ohio. Circle K, một chuỗi cửa hàng tiện lợi sở hữu bởi công ty lớn khác, được thành lập vào năm 1951.
Kể từ thời điểm đó, nhiều thương hiệu cửa hàng tiện lợi khác nhau đã phát triển, và các cửa hàng của họ có thể là doanh nghiệp sở hữu hoặc là các cửa hàng thuộc mô hình franchise. Các sản phẩm được cung cấp để bán thường tương đồng bất kể thương hiệu cửa hàng, và gần như luôn bao gồm khoai tây chiên, sữa, cà phê, món nước ngọt, bánh mì, đồ ăn vặt, kem, kẹo, kem dán, thuốc lá, dầu dưỡng môi, bao cao su, thẻ điện thoại, bản đồ, tạp chí, báo, Đồ chơi nhỏ, đồ dùng cho ô tô, sản phẩm vệ sinh nữ, Thức ăn cho mèo, Thức ăn cho chó và Giấy vệ sinh. Một số mặt hàng ít phổ biến khác bao gồm bánh sandwich, bánh pizza, và thực phẩm đông lạnh. Gần như tất cả các cửa hàng tiện lợi đều có máy rút tiền tự động (ATM), tuy nhiên các dịch vụ ngân hàng khác thường không có sẵn. Vé xổ số cũng có sẵn tại những cửa hàng này.
Năm 1966, ngành công nghiệp cửa hàng tiện lợi tại Hoa Kỳ đã ghi nhận doanh số bán hàng đạt 1 tỷ đô la. Đến cuối thập kỷ đó, ngành công nghiệp này đã ghi nhận doanh số bán hàng hàng năm đạt 3,5 tỷ đô la. Đến cuối thập kỷ 1960, số lượng cửa hàng tiện lợi 24 giờ tăng lên để đáp ứng nhu cầu của dân số trẻ và những người làm việc vào ban đêm hoặc sáng sớm. Cửa hàng tiện lợi 24 giờ đầu tiên đã mở cửa tại Las Vegas vào năm 1963.
Một số cửa hàng tiện lợi tại Hoa Kỳ cũng bán xăng. Chỉ có 2.500 cửa hàng có tự phục vụ bơm xăng tại bơm xăng vào năm 1969. Đến những năm 1970, những kẹt hạn năng lượng trong thập kỷ đã khiến nhiều chủ trạm dịch vụ dầu khí ngừng bán xăng hoàn toàn vì họ kiếm nhiều tiền hơn từ việc bảo dưỡng phương tiện, trong khi những người khác quyết định chuyển những gara của họ thành cửa hàng tiện lợi, nhận thấy rằng họ đáp ứng nhu cầu và trong một số trường hợp kiếm được nhiều lợi nhuận hơn cả gara.
Năm 2011, có khoảng 47.195 trạm xăng có cửa hàng tiện lợi đã tạo ra 326 tỷ đô la doanh thu. Trong số 150.000 cửa hàng tiện lợi trên cả nước, 120.000 cửa hàng trong số chúng được đặt tại các trạm xăng, bán khoảng 80% nhiên liệu được mua tại nước này.
Chính sách liên quan đến việc bán các tạp chí người lớn thay đổi, nhưng thông thường các chuỗi lớn (như 7-Eleven và các cửa hàng chung cư Casey's General Store) không bán những mặt hàng này, trong khi các cửa hàng độc lập nhỏ hơn có thể bán. Một ngoại lệ đáng chú ý là chuỗi khu vực phát triển nhanh Sheetz, cho đến cuối những năm 2010, đã bán một số tài liệu mềm pornographic như Playboy, Penthouse, và Playgirl. Sheetz đã chấm dứt thực hiện này như một phần của quyết định rộng hơn để chấm dứt việc bán tất cả phương tiện in ấn.
Bởi vì luật pháp liên quan đến việc bán đồ uống có cồn khác nhau từ tiểu bang này sang tiểu bang khác tại Hoa Kỳ, sự khả dụng của bia, rượu vang, và rượu biến đổi rất nhiều. Ví dụ, trong khi cửa hàng tiện lợi tại Alaska, Pennsylvania, và New Jersey không thể bán bất kỳ loại nào của đồ uống có cồn, các cửa hàng tại Nevada, New Mexico, và California có thể bán đồ uống có cồn loại nào, trong khi các cửa hàng tại Virginia, Idaho, hoặc Oregon có thể bán bia và rượu vang, nhưng không thể bán rượu. Tương tự như cửa hàng tạp hóa, các cửa hàng tiện lợi tại New York chỉ được phép bán bia, không bán rượu vang hoặc rượu. Chuỗi Sheetz có trụ sở tại Altoona, Pennsylvania đã cố gắng tìm một kẽ hở vào năm 2007 bằng cách phân loại một phần của một trong những cửa hàng nguyên mẫu của họ tại Altoona thành một nhà hàng, điều này sẽ cho phép bán đồ uống có cồn. Toà án tiểu bang tại Pennsylvania đã nhanh chóng bác bỏ điều này. Luật tiểu bang yêu cầu nhà hàng phải có việc tiêu thụ tại chỗ, nhưng Sheetz không thực hiện điều này. Sheetz vẫn tiếp tục bán rượu ở các tiểu bang khác. Trong những năm gần đây, Sheetz đã bắt đầu bán cả bia (dưới hình thức "cánh rượu") và rượu vang trong hầu hết các cửa hàng của họ ở Pennsylvania cũng như.

#### Tội phạm
Các cửa hàng tiện lợi tại Mỹ thường là mục tiêu của các vụ cướp có vũ khí. Ở một số khu vực của Mỹ, không phải là điều bất thường khi các nhân viên bán hàng làm việc sau các cửa sổ kính kính chống đạn, ngay cả trong giờ ban ngày. Một số cửa hàng tiện lợi có thể hạn chế việc tiếp cận bên trong vào ban đêm, yêu cầu khách hàng đến cửa sổ giao dịch để mua hàng. Những nguy hiểm chính là hầu hết các cửa hàng tiện lợi chỉ có một người làm việc ca đêm; hầu hết giao dịch đều bằng tiền mặt; và các mặt hàng có thể bán lại dễ dàng, như rượu, vé xổ số và thuốc lá, thường có mặt trên hiện trường.
Hầu hết các cửa hàng tiện lợi có một khe đặt tiền vào két an ninh trễ thời gian để hạn chế số tiền mặt có sẵn. Nhiều cửa hàng đã lắp đặt máy ảnh an ninh để giúp ngăn chặn vụ cướp và ăn cắp hàng. Vì tính dễ bị tấn công bởi tội phạm, gần như tất cả các cửa hàng tiện lợi có mối quan hệ thân thiện với cơ quan cảnh sát địa phương. Để giảm thiểu các vụ trộm cắp khi cửa hàng đóng cửa, một số cửa hàng tiện lợi đã lắp đặt thanh chắn cửa.

## Khái niệm tương tự
Cửa hàng tiện lợi một phần thay thế cho cửa hàng tổng hợp kiểu cũ. Chúng tương tự như các cửa hàng milk bar ở Úc, nhưng khác biệt ở chỗ chúng thường là các chuỗi cửa hàng được nhượng quyền kinh doanh (franchise) và không phải là hoạt động kinh doanh nhỏ của "Mẹ và Bố". Ở Anh, các cửa hàng góc phố ở thành phố và cửa hàng làng ở vùng quê phục vụ các mục đích tương tự và là tiền thân của cửa hàng tiện lợi hiện đại ở châu Âu (ví dụ như Spar). Tại tỉnh Quebec của Canada, dépanneurs (thường được gọi là "deps" bằng tiếng Anh) thường là các cửa hàng tại các khu phố do gia đình quản lý, phục vụ các mục đích tương tự. Truck stop, còn được gọi là "trung tâm du lịch", kết hợp một cửa hàng cung cấp hàng hóa tương tự với một cửa hàng tiện lợi và các tiện ích dành cho tài xế chuyên nghiệp của các xe xe tải semi-trailer. Điều này có thể bao gồm nhà hàng thức ăn nhanh, phòng tắm và cơ sở dịch vụ mua lượng lớn dầu diesel. Tương tự ở châu Âu là các trạm dịch vụ motorway service station.
Các cửa hàng tạp hóa khu phố không đủ lớn để được coi là siêu thị thường cạnh tranh với cửa hàng tiện lợi. Ví dụ, ở Los Angeles, một chuỗi cửa hàng tạp hóa khu phố hoạt động với vai trò điền vào khoảng trống giữa một siêu thị truyền thống và cửa hàng tiện lợi. Với việc cung cấp trái cây tươi và thịt tươi và chứa hơn 5.000 mặt hàng, chúng có nhiều điểm chung với siêu thị. Do cỡ cửa hàng tương đối nhỏ, khách hàng có thể dễ dàng vào ra hoặc mua hàng được giao hàng tận nhà. Ở Bỉ, các cửa hàng tiện lợi được gọi là night shops chỉ được phép mở cửa vào ban đêm.